# Persone giustiziate per eresia
Questa lista è suscettibile di variazioni e potrebbe essere incompleta o non aggiornata.

(S. Castellio, Fede, dubbio, tolleranza, Firenze, La Nuova Italia, 1960, p. 19)

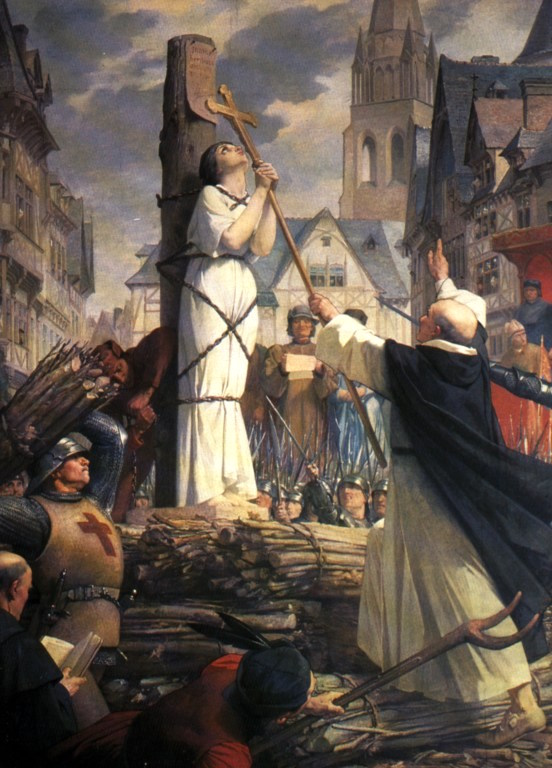
Il rogo di Giovanna d'Arco

Questa lista contiene le persone condannate all'ultimo supplizio per "eresia".
Non vengono elencate quelle persone condannate alla prigione, temporanea o perpetua, quelle condannate al remo, a mutilazioni, alla sola confisca dei beni, a pene varie penitenziali.

## Persone condannate dalla Chiesa cattolica
Tale lista ha valore puramente indicativo, poiché considera in maniera generica la Chiesa cattolica come soggetto unico, senza distinguere i suoi diversi livelli e l'intreccio in ciascun caso con i rappresentanti del potere politico. La determinazione del reato di eresia era di competenza esclusiva della Chiesa cattolica che agiva attraverso i propri tribunali. L'Inquisizione comminava la morte, affidando l'esecuzione della pena all'autorità civile, il cosiddetto braccio secolare, avendo la costituzione 18 del Concilio Lateranense IV, la De iudicio sanguinis et duelli clericis interdicto, fatto divieto agli ecclesiastici di « spargere il sangue ».
1. Ramirdo di Cambrai, riformatore († arso, Cambrai, marzo 1077)
2. Pierre de Bruys, riformatore, fondatore del movimento dei Petrobrusiani († arso, Saint-Gilles (Gard), 1131)
3. Arnaldo da Brescia, riformatore († impiccato e arso, Roma, 18 giugno 1155)
4. Martino di Campitello, eretico cataro, († arso vivo, Ferrara, 1265)
5. il 13 febbraio 1278 quasi 200 Catari furono bruciati nell'Arena di Verona (Andrea Del Col "L'Inquisizione in Italia" Oscar Mondadori)
6. Gherardo Segarelli, fondatore del movimento degli Apostolici († arso vivo, Parma, 18 luglio 1300)
7. Maifreda da Pirovano († arsa viva, Milano, settembre 1300)
8. Andrea Saramita († arso vivo, Milano, settembre 1300)
9. Zaccaria di Sant'Agata, apostolico († arso vivo, Bologna, 16 dicembre 1303)
10. Fra Dolcino, al secolo Davide Tornielli, apostolico, successore di Gherardo Segarelli, († arso vivo, Vercelli, 1º giugno 1307)
11. Margherita Boninsegna da Trento, apostolica, († arsa viva, Vercelli, 1º giugno 1307)
12. Longino da Bergamo, frate, apostolico, († arso vivo, Vercelli, 1º giugno 1307)
13. Bartolomea da Savigno, apostolica, († arsa viva, Bologna, 21 novembre 1307)Morte dei Templari Geoffrey de Charnay e Jacques de Molay. Miniatura conservata alla British Library

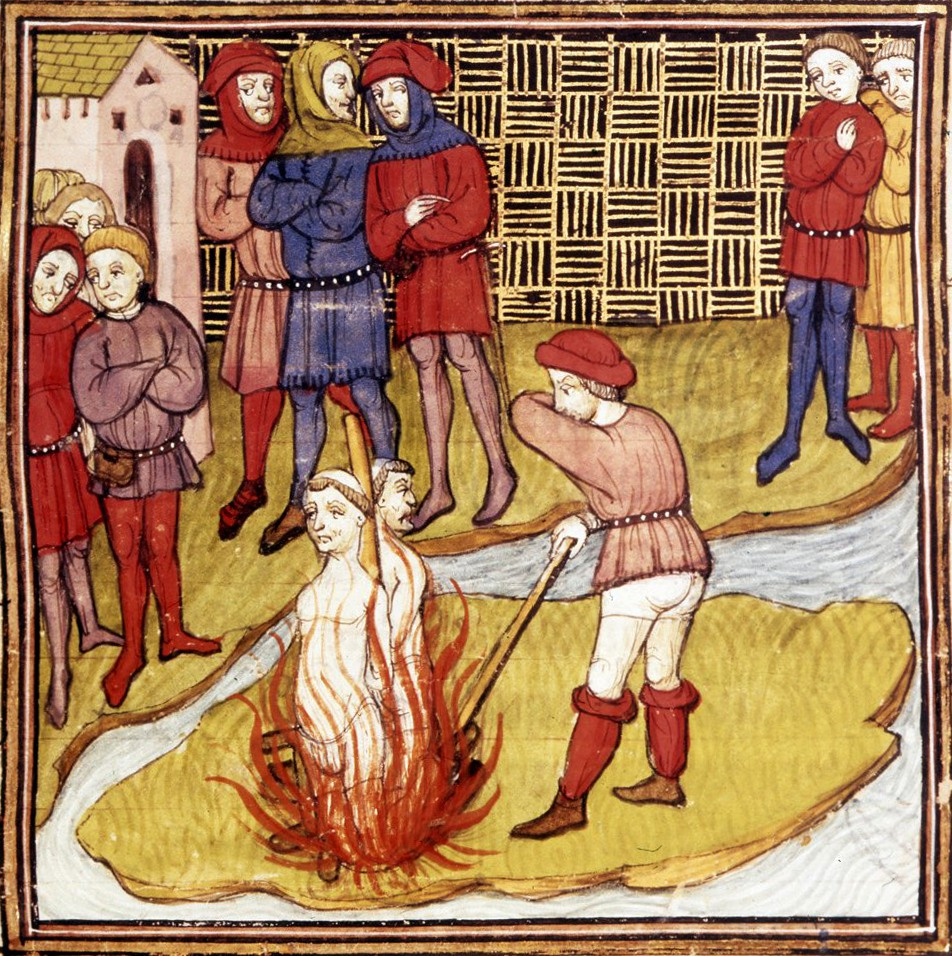
Morte dei Templari Geoffrey de Charnay e Jacques de Molay. Miniatura conservata alla British Library

14. Margherita Porete, scrittrice e teologa beghina († arsa viva, Parigi, 1º giugno 1310)
15. Botulf Botulfsson, sacramentista, († arso vivo, Uppsala, 8 aprile 1311), unico martire in Svezia
16. Jacques de Molay, ultimo Gran Maestro dei cavalieri templari († arso vivo, Parigi, 18 marzo 1314)
17. Geoffrey de Charnay, cavaliere templare († arso vivo, Parigi, 18 marzo 1314)
18. Guilhem Santon, francescano spirituale, († arso vivo, Marsiglia, 7 maggio 1318)
19. Déodat Miquel, francescano spirituale, († arso vivo, Marsiglia, 7 maggio 1318)
20. Johan Barrau, francescano spirituale, († arso vivo, Marsiglia, 7 maggio 1318)
21. Pons Rocha, francescano spirituale, († arso vivo, Marsiglia, 7 maggio 1318)
22. Johan Barra, († arso vivo, Capestang, 18 ottobre 1319)
23. Peire Canonici, († arso vivo, Capestang, 18 ottobre 1319)
24. Bernard Leon, († arso vivo, Capestang, 25 maggio 1320)
25. Bernard Martin, († arso vivo, Capestang, 25 maggio 1320)
26. Bernard Surio, († arso vivo, Capestang, 25 maggio 1320)
27. Jacme de Rieux, frate minore, († arso vivo, Capestang, 25 maggio 1320)
28. Johan Durban, († arso vivo, Capestang, 25 maggio 1320)
29. Johan Martin, († arso vivo, Capestang, 25 maggio 1320)
30. Guilhem Belibasta alias Bélibaste, cataro perfetto († arso, Villerouge-Termenès, 1321)
31. Amegiardis, quindicenne, beghina, Béziers, († arsa, Béziers, 11 gennaio 1321)
32. Bernard ? († arso vivo, Béziers, 11 gennaio 1321)
33. Bernard Sers († arso, Béziers, 11 gennaio 1321)
34. Ciracus ? († arso, Béziers, 11 gennaio 1321)
35. Johan Olier († arso, Béziers, 11 gennaio 1321)
36. Peire ? († arso, Béziers, 11 gennaio 1321)
37. Peire Brun, prete († arso, Béziers, 11 gennaio 1321)
38. Bernardino da Nola († arso, Matera, 15 luglio 1321)
39. Guilhem Bom, († arso, Pézenas, 21 settembre 1321)
40. Johan de Mezea, († arso, Pézenas, 21 settembre 1321)
41. Peire Abanii, († arso, Pézenas, 21 settembre 1321)
42. Raimon Fornier, († arso, Pézenas, 21 settembre 1321)
43. Astruga di Lodève, beghina, († arsa, Lunel, 18 ottobre 1321)
44. Anuericus ?, († arso, Lunel, 18 ottobre 1321)
45. Basseta ?, († arsa, Lunel, 18 ottobre 1321)
46. Berenguier ?, († arso, Lunel, 18 ottobre 1321)
47. Biatris ?, († arsa, Lunel, 18 ottobre 1321)
48. Ermessendis ?, († arsa, Lunel, 18 ottobre 1321)
49. Esclarmonda Durban, († arsa, Lunel, 18 ottobre 1321)
50. Guilhem Fabre, prete, († arso, Lunel, 18 ottobre 1321)
51. Guiraut de Saint Martin, († arso, Lunel, 18 ottobre 1321)
52. Nicholau ?, († arso, Lunel, 18 ottobre 1321)
53. Peire ?, († arso, Lunel, 18 ottobre 1321)
54. Peire Alfandi, († arso, Lunel, 18 ottobre 1321)
55. Rotgier ?, († arso, Lunel, 18 ottobre 1321)
56. Aymeric ?, († arso, Carcassonne, 17 gennaio 1322)
57. Bernard Espruassora, († arso, Carcassonne, 17 gennaio 1322)
58. Huc de Onlavis, († arso vivo, Carcassonne, 17 gennaio 1322)
59. Johan de Echis, († arso vivo, Carcassonne, 17 gennaio 1322)
60. Peire Arrufat, († arso vivo, Carcassonne, 17 gennaio 1322)
61. Arnaut Pons, († arso vivo, Narbona, 28 febbraio 1322)
62. Bermonda ?, († arsa viva, Narbonne, 28 febbraio 1322)
63. Bernard de Argistris, († arso vivo, Narbonne, 28 febbraio 1322)
64. Bernard de Perinhac, († arso vivo, Narbonne, 28 febbraio 1322)
65. Bernard Raimon de Monesio, († arso vivo, Narbonne, 28 febbraio 1322)
66. Bernardin Anuli, († arso vivo, Narbonne, 28 febbraio 1322)
67. Bonhome de Gasconia, († arso vivo, Narbonne, 28 febbraio 1322)
68. Castilio de Gironda, († arso vivo, Narbonne, 28 febbraio 1322)
69. Deruna Catalana, († arsa viva, Narbonne, 28 febbraio 1322)
70. Fornier de Fefensaco, († arso vivo, Narbonne, 28 febbraio 1322)
71. Guilhem de Urgel, († arso vivo, Narbonne, 28 febbraio 1322)
72. Guilhem Separd, († arso vivo, Narbonne, 28 febbraio 1322)
73. Jacme de la Cros, († arso vivo, Narbonne, 28 febbraio 1322)
74. Peire Almardi, († arso vivo, Narbonne, 28 febbraio 1322)
75. Peire de Elne, († arso vivo, Narbonne, 28 febbraio 1322)
76. Raimunda de Caranta, († arsa viva, Narbonne, 28 febbraio 1322)
77. Rotbert de Narbonna, († arso vivo, Narbonne, 28 febbraio 1322)
78. Sicarda de Corberia, († arsa viva, Narbonne, 28 febbraio 1322)
79. Bernard de Bosco, († arso vivo, Carcassonne, 24 aprile 1323)
80. Johan Conilli, († arso vivo, Carcassonne, 24 aprile 1323)
81. Peire de Johan, († arso vivo, Carcassonne, 24 aprile 1323)
82. Raimon Maistre, frate minore, († arso vivo, Carcassonne, 24 aprile 1323)
83. Bernard Peyrotas, prete, († arso vivo, Lodève, 10 agosto 1323)
84. Estève Seret, frate minore, († arso vivo, Lodève, 10 agosto 1323)
85. Frances Bastier, († arso vivo, Lodève, 10 agosto 1323)
86. Bernard Maury, detto anche Maurizio di Narbona, prete spirituale, († arso vivo, Avignone, 19 novembre 1326)
87. Aliorus de Sesena († arso vivo, Carcassonne, 1º marzo 1327)
88. Guilhem Domergue Veyrier, candelaio, († arso vivo, Carcassonne, 1º marzo 1327)
89. Berengaria Domergue Veyrier, moglie di Guilhem, († arsa viva, Carcassonne, 1º marzo 1327)
90. Guilhem Serallier, fabbro, († arso vivo, Carcassonne, 1º marzo 1327)
91. Raimon de la Cros, († arso vivo, Carcassonne, 1º marzo 1327)
92. Peire de Cursaca, († arso vivo, Carcassonne, 1º marzo 1327)
93. Boemondo di San Severo, († frustato a morte, 15 aprile 1327)
94. Cecco d'Ascoli, al secolo Francesco Stabili, medico, astrologo e alchimista († arso vivo, Firenze, 16 settembre 1327)
95. Raimunda Arrufat, vedova di Peire Arrufat, († arsa viva, Carcassonne, 10 settembre 1329)
96. Francesco da Pistoia, fraticello († arso vivo, Venezia, 3 giugno 1337)
97. Lorenzo Gherardi, fraticello († 1337)
98. Bartolomeo Greco, fraticello († 1337)
99. Bartolomeo da Bucciano, fraticello († 1337)
100. Antonio Bevilacqua, fraticello († 1337)
101. Giovanni da Castiglione, sacerdote, fraticello († arso vivo, Avignone, 3 giugno 1354)
102. Francesco da Arquata, fraticello, predicatore († arso vivo, Avignone, 3 giugno 1354)Condanna al rogo di Jan Hus

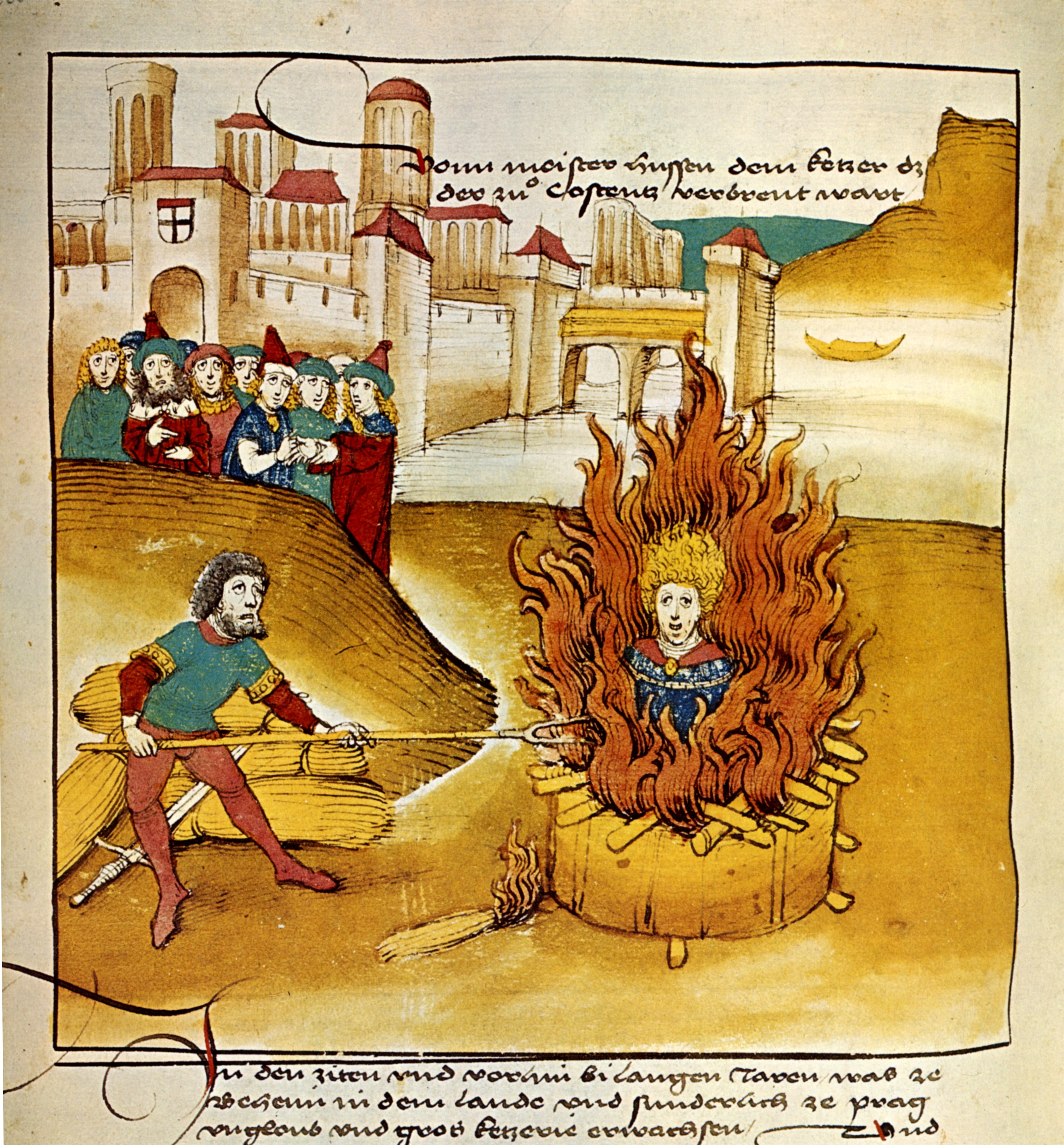
Condanna al rogo di Jan Hus

103. Michele Berti da Calci al secolo Giovanni Berti, fraticello († arso vivo, Firenze, 30 aprile 1389)
104. Martino di Magonza, benedettino, "amico di Dio" († arso vivo, Colonia, 19 luglio 1393)
105. William Sawtrey, prete, primo dei martiri lollardi († arso vivo, Smithfield, marzo 1401)
106. Giovanni Sensi, predicatore valdese († arso, Caprie (Valle di Susa), 30 marzo 1403)
107. James Resby, lollardo († arso, Perth, Scozia, 1407), primo condannato in Scozia per eresia
108. John Badby, sarto, lollardo († bollito, Smithfield, 15 marzo 1410)
109. Jan Hus, riformatore († arso, Costanza, 6 luglio 1415)
110. Girolamo da Praga, teologo riformatore, lollardo († arso, Costanza, 30 maggio 1416)
111. Finnicella, strega  († arsa, Roma, 28 giugno 1424)
112. Matteuccia da Todi, strega  († arsa, Todi, marzo 1428)
113. Giovanna d'Arco, eresia, idolatria, apostasia e stregoneria († arsa, Rouen, 30 maggio 1431)
114. Thomas Bagley, prete, lollardo, († arso, Smithfield, marzo 1431)
115. Pavel Kravař, hussita († arso, Saint Andrews, Scozia, 23 luglio 1433)
116. Friedrich Reiser, valdese, († arso, Strasburgo, 6 marzo 1458)
117. Anna Weiler, valdese, moglie di Reiser, († arsa, Strasburgo, 6 marzo 1458)
118. Giovanni Favelli, frate servita, priore di S. Ansano di Brento (Monzuno), incantatore di demoni ed eretico († impiccato e/o arso, Bologna, 1468)[2]
119. Giorgio da Monferrato, studente, eretico († arso, Bologna, 25 giugno 1481)[2]
120. Caterina Bianchetta, eretica, strega e apostata († arsa, Rifreddo, Cuneo, 10 dicembre 1495)
121. Caterina Bonivarda, eretica, strega e apostata († arsa, Rifreddo, 10 dicembre 1495)
122. Caterina Borrella, eretica, strega e apostata († arsa, Rifreddo, 10 dicembre 1495)
123. Giovanneta Cometta, eretica, strega e apostata († arsa, Rifreddo, 10 dicembre 1495)
124. Giovannina Giordana, eretica, strega e apostata († arsa, Rifreddo, 10 dicembre 1495)
125. Margherita Giordana, eretica, strega e apostata († arsa, Rifreddo, 10 dicembre 1495) Filippo Dolciati, Esecuzione di Girolamo Savonarola, 1498, Museo di San Marco, Firenze

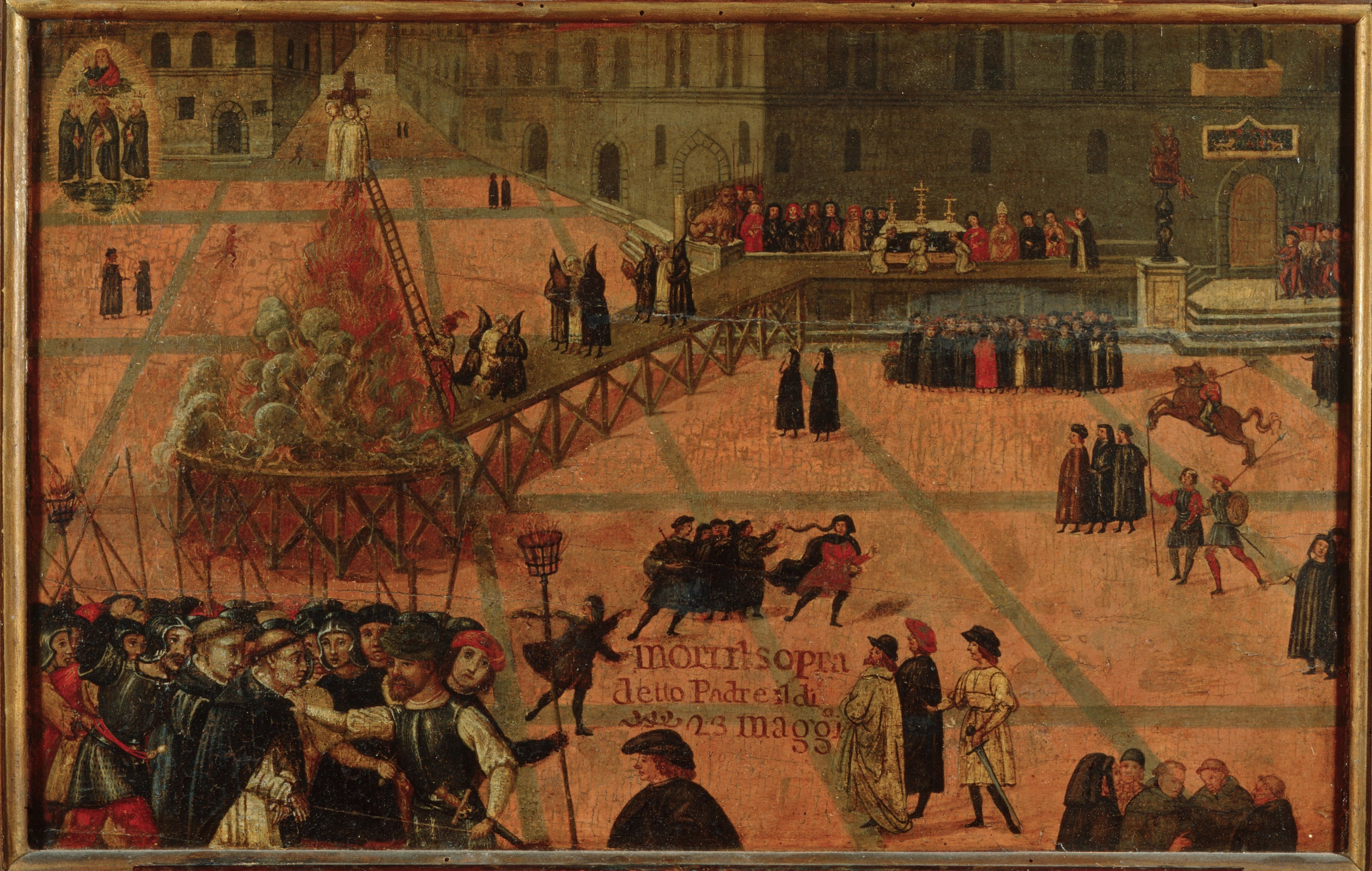
Filippo Dolciati, Esecuzione di Girolamo Savonarola, 1498, Museo di San Marco, Firenze

126. Giovanna Motossa, eretica, strega e apostata († arsa, Rifreddo, 10 dicembre 1495)
127. Giovanna della Santa, eretica, strega e apostata († arsa, Rifreddo, 10 dicembre 1495)
128. Romea dei Sobrani, eretica, strega e apostata († arsa, Rifreddo, 10 dicembre 1495)
129. Girolamo Savonarola, riformatore († impiccato e arso, Piazza della Signoria, Firenze, 23 maggio 1498)
130. Domenico Buonvicini da Pescia, frate domenicano († impiccato e arso, Piazza della Signoria, 23 maggio 1498)
131. Silvestro Maruffi da Firenze, frate domenicano († impiccato e arso, Piazza della Signoria, 23 maggio 1498)
132. Joshua Weißöck († 1498)
133. Gentile Budrioli († arsa, piazza San Domenico, Bologna, 14 luglio 1498)[3]
134. Martuccia da Lusciano, accusata di stregoneria († arsa viva nel castello di Casaluce 1500)
135. Antoni Carni da Messina, giudaizzante († arso vivo, autodafé, Palermo, 6 giugno 1511)
136. Ghabriel de Polize, giudaizzante († arso vivo, Palermo, 6 giugno 1511)
137. Giovanni Crispo, giudaizzante († arso vivo, Palermo, 6 giugno 1511)
138. Giovanni de Toledo da Messina, giudaizzante († arso vivo, Palermo, 6 giugno 1511)
139. Jacopo Rizo, giudaizzante († arso vivo, Palermo, 6 giugno 1511)
140. Laura Palumba, giudaizzante († arsa viva, Palermo, 6 giugno 1511)
141. Ana de Quintana, giudaizzante († arsa viva, Palermo, 6 giugno 1511)
142. Beatriz de Quintal, giudaizzante († arsa viva, Palermo, 6 giugno 1511)
143. Gabriel Zapater, medico di Bivona, giudaizzante († arso vivo, Palermo, 6 giugno 1511)
144. Cola Stagnataro, giudaizzante († arso vivo, Palermo, 6 giugno 1511)
145. Antonino de Marino, giudaizzante († arso vivo, autodafé, Palermo-Piano Marina, 11 luglio 1512)
146. Antonio Corbiseri, di Carini, giudaizzante († arso vivo, Piano Marina, 11 luglio 1512)
147. Bernardino Babula, di Messina, giudaizzante († arso vivo, Piano Marina, 11 luglio 1512)
148. Cola Angelo La Muta, di Palermo, giudaizzante († arso vivo, Piano Marina, 11 luglio 1512)
149. Gabriel Garzìa, giudaizzante († arso vivo, Piano Marina, 11 luglio 1512)
150. Ghabriel Compagno, di Milazzo, giudaizzante († arso vivo, Piano Marina, 11 luglio 1512)
151. Jacobo Estayte, alias Jacopo Staiti di Messina, giudaizzante († arso vivo, Piano Marina, 11 luglio 1512)
152. Joan de Aragon, giudaizzante († arso vivo, Piano Marina, 11 luglio 1512)
153. Joan de Leofante, di Palermo, giudaizzante († arso vivo, Piano Marina, 11 luglio 1512)
154. Joanne Lo Porto, giudaizzante († arso vivo, Piano Marina, 11 luglio 1512)
155. Joannis Antoni Tudisco, di Marsala, giudaizzante († arso vivo, Piano Marina, 11 luglio 1512)
156. Luis Yelpo, giudaizzante († arso vivo, Piano Marina, 11 luglio 1512)
157. Manfrè La Muta, di Palermo, giudaizzante († arso vivo, Piano Marina, 11 luglio 1512)
158. Margaritella di Balsamo, di Messina, giudaizzante († arsa viva, Piano Marina, 11 luglio 1512)
159. Paulo Santafè di Cammarata, giudaizzante († arso vivo, Piano Marina, 11 luglio 1512)
160. Porcio Monterusso, di Palermo, giudaizzante († arso vivo, Piano Marina, 11 luglio 1512)
161. Simon de Leofante, di Palermo, giudaizzante († arso vivo, Piano Marina, 11 luglio 1512)
162. Soprana de Paternò o Patorno, di Palermo, giudaizzante († arsa viva, Piano Marina, 11 luglio 1512)
163. Bartolomeo di Balsamo, di Palermo, giudaizzante († arso vivo, autodafé Palermo-Piano Marina, 29 settembre 1513)
164. Leonora de Balsamo di Palermo, moglie di Bartolomeo di Balsamo, giudaizzante († arsa viva, Piano Marina, 29 settembre 1513)
165. Antonella de Iona di Palermo, giudaizzante († arsa viva, Piano Marina, 29 settembre 1513)
166. Lisa La Muta di Palermo, moglie di Manfrè La Muta, giudaizzante († arsa viva, Piano Marina, 29 settembre 1513)
167. Guglielmo de Balsamo o de Bausano, di Palermo, giudaizzante († arso vivo, Piano Marina, 29 settembre 1513)
168. Joan Antonio Balvo, di Marsala, giudaizzante († arso vivo, Piano Marina, 29 settembre 1513)
169. Jacopo Balvo di Marsala, figlio di Joan Antonio Balvo, giudaizzante († arso vivo, Piano Marina, 29 settembre 1513)
170. Perna Balvo di Marsala, figlia di Joan Antonio Balvo, giudaizzante († arsa viva, Piano Marina, 29 settembre 1513)
171. Giovanni d'Attuni o de Attini, di Marsala, giudaizzante († arso vivo, Piano Marina, 29 settembre 1513)
172. Marco di Termini di Polizzi, giudaizzante († arso vivo, Piano Marina, 29 settembre 1513)
173. Alfonso Sellaro di Marsala, giudaizzante († arso vivo, Piano Marina, 29 settembre 1513)
174. Andrea Carubba di Sammarco, giudaizzante († arso vivo, Piano Marina, 29 settembre 1513)
175. Angiulo de Balsamo di Palermo, giudaizzante († arso vivo, Piano Marina, 29 settembre 1513)
176. Antonia de Balsamo di Palermo, madre di Nicolò Balsamo, giudaizzante († arsa viva, Piano Marina, 29 settembre 1513)
177. Cola de Balsamo di Palermo, figlio di Antonia de Balsamo, giudaizzante († arso vivo, Piano Marina, 29 settembre 1513)
178. Margarita de Balsamo di Palermo, moglie di Cola de Balsamo e nuora di Antonia de Balsamo, giudaizzante († arsa viva, Piano Marina, 29 settembre 1513)
179. Antonia Romano di Mazara, vedova, giudaizzante († arsa viva, Piano Marina, 29 settembre 1513)
180. Beatrice Calabrese di Marsala, moglie di marinaio, giudaizzante († arsa viva, Piano Marina, 29 settembre 1513)
181. Bernardino Imbarbara, o Barbera, di Marsala, giudaizzante († arso vivo, Piano Marina, 29 settembre 1513)
182. Clara de Polizzi di Palermo, madre di Angela Marinara, giudaizzante († arsa viva, Piano Marina, 29 settembre 1513)
183. Francesca de Balsamo di Palermo, giudaizzante († arsa viva, Piano Marina, 29 settembre 1513)
184. Francesco Balvo di Marsala, giudaizzante († arsa viva, Piano Marina, 29 settembre 1513)
185. Gerardo de Macrì di Palermo, giudaizzante († arso vivo, Piano Marina, 29 settembre 1513)
186. Lucrezia de Macrì di Palermo, moglie di Gerardo, giudaizzante († arsa viva, Piano Marina, 29 settembre 1513)
187. Giacoma Barbara di Marsala, neofita giudaizzante († arsa viva, Piano Marina, 29 settembre 1513)
188. Giacomo Barbera di Marsala, giudaizzante († arso vivo, Piano Marina, 29 settembre 1513)
189. Lucrezia Barbera di Marsala, moglie di Giacomo, giudaizzante († arsa viva, Piano Marina, 29 settembre 1513)
190. Gianbattista Ferrario di Termini, giudaizzante († arso vivo, Piano Marina, 29 settembre 1513)
191. Guglielmo Geremia di Naro, cerdone, giudaizzante († arso vivo, Piano Marina, 29 settembre 1513)
192. Isabella de Andrea di Naro, giudaizzante († arsa viva, Piano Marina, 29 settembre 1513)
193. Joan de Leofante, alias Giovanni Elefante, di Sciacca, merciere, giudaizzante († arso vivo, Piano Marina, 29 settembre 1513)
194. Giovanni Santiglia, di Palermo, giudaizzante († arso vivo, Piano Marina, 29 settembre 1513)
195. Joannis de Vezini alias Giovanni Vicini, di Trapani, giudaizzante († arso vivo, Piano Marina, 29 settembre 1513)
196. Lucia Cimatore di Palermo, giudaizzante († arsa viva, Piano Marina, 29 settembre 1513)
197. Nicolao Bonfiglio, di Castronovo, mastro candelaro, giudaizzante († arso vivo, Piano Marina, 29 settembre 1513)
198. Paolo Spataro di Sammarco, maestro insegnante, giudaizzante († arso vivo, Piano Marina, 29 settembre 1513)
199. Perna de Attuni, di Marsala, giudaizzante († arso vivo, Piano Marina, 29 settembre 1513)
200. Petro de Bononia, alias Pietro di Bologna, di Palermo, mastro ferraro, giudaizzante († arso vivo, Piano Marina, 29 settembre 1513)
201. Rosa Sartorii, di Messina, moglie del fu mastro Nardi Sartorii, neofita giudaizzante ostinata († arsa viva, Piano Marina, 29 settembre 1513)
202. Simone Marinaro, di Palermo, mastro mezzano, giudaizzante († arso, Piano Marina, 29 settembre 1513)
203. Vincenzo Maymuni o Maimone, di Sciacca, giudaizzante († arso, Piano Marina, 29 settembre 1513)
204. Violante Gallardo o Gagliardo, di Marsala, moglie di Alonco Gallardo, mastro sellaro, giudaizzante († arsa, Piano Marina, 29 settembre 1513)
205. Isabella La Matina, di Girgenti, giudaizzante († arsa, Piano Marina, 29 settembre 1513)
206. Bernardo di Milazzo, di Palermo, giudaizzante († arso, autodafé Palermo-Piano Marina, 10 agosto 1515)
207. Giacomo Siracusa, alias Jacobo Siracusa, di Giuliana, mastro, giudaizzante († arso, Piano Marina, 10 agosto 1515)
208. Granusa La Serna, di Marsala, giudaizzante († arso, Piano Marina, 10 agosto 1515)
209. Paulo de Antilla, di Palermo, giudaizzante († arso, Piano Marina, 10 agosto 1515)
210. Perna Messina, di Caccamo, giudaizzante († arso, Piano Marina, 10 agosto 1515)
211. Desiata Siracusa, di Giuliana, moglie di Bartolomeo Siracusa, giudaizzante († arsa viva, Piano Marina, 10 agosto 1515)
212. Francesco La Sala, di Trapani, giudaizzante († arso vivo, Piano Marina, 10 agosto 1515)
213. Lauken van Moeseke, sacramentario (negatore dell'efficacia dei sacramenti, † decapitato, Bruxelles, 30 agosto 1518)
214. Maddalena Ravizina, eretica e apostata († arsa, Venegono Superiore, Varese, 8 giugno 1520)
215. Giovannina di Bernardo Vanoni, eretica e apostata († arsa, Venegono Superiore, 8 giugno 1520)
216. Mainetta, detta "codera", eretica e apostata († arsa, Venegono Superiore, 8 giugno 1520)
217. Elisabetta Oleari, eretica e apostata († arsa, Venegono Superiore, 8 giugno 1520)
218. Caterina Fornasari, eretica e apostata († arsa, Venegono Superiore, 8 giugno 1520)
219. Tognina del Cilla, eretica e apostata († arsa, Venegono Superiore, 8 giugno 1520)
220. Margherita Fornasari, eretica e apostata, morta nelle carceri inquisitoriali, riesumata e arsa, Venegono Superiore, 8 giugno 1520)
221. Hendrik Voes, sacerdote fiammingo, luterano, († arso, Grand Place, Bruxelles, 1º luglio 1523). Insieme a Johann Esch è considerato il primo martire protestante
222. Johann Esch, monaco agostiniano, luterano († arso, Grand Place, Bruxelles, 1º luglio 1523)
223. Jean Vallière, agostiniano, antitrinitario, prima vittima protestante francese († arso, Marché aux Pourceaux, Parigi, 8 agosto 1523)
224. Bolt Eberli, († arso, Schwyz, 29 maggio 1525), primo martire sacramentista
225. Jan de Bakker, o Johannes Pistorius o Jan Jansz van Woerden, sacerdote, fu il primo martire protestante dell'Olanda del nord († arso, L'Aia 15 settembre 1525)
226. Johann Reichel, di Strzegom, sacramentario, († impiccato, Świdnica, 20 maggio 1527)
227. Michael Sattler, anabattista, redattore dei Sette Articoli di Schleitheim († arso, Rottenburg am Neckar, 21 maggio 1527)
228. Margaretha Sattler, anabattista, moglie di Michael († annegata nel fiume Neckar, Rottenburg am Neckar, 22 maggio 1527)
229. Leonhard Kaiser, o Kayser o Keyser, luterano, († arso, Schärding, 16 agosto 1527)
230. Wendelmoet Claesdochter o Weynken Claes o anche Wendelmoet Claesdochter van Monnikendam, sacramentista († strangolata e arsa, L'Aia 20 novembre 1527), prima donna olandese ad essere giustiziata come eretica
231. Wolfgang Ulimann, anabattista, († decapitato nel 1528 presso Appenzello) con altri dieci compagni, le cui mogli furono affogate.
232. Patrick Hamilton, sacerdote scozzese, predicatore protestante († arso, Saint Andrews, Scozia, 29 febbraio 1528)
233. Balthasar Hubmaier, anabattista, teologo († arso, Vienna, 10 marzo 1528)
234. Elsbeth Hügeline, anabattista, moglie di Balthasar Hubmaier, († annegata nel Danubio, Vienna, 13 marzo 1528)
235. Leonhard Alexberger, anabattista, († decapitato e arso, Steyr, Austria, 30 marzo 1528)
236. Hans Schützenacker, anabattista, († decapitato e arso, Steyr, 30 marzo 1528)
237. Sigmund Pentler, anabattista, († decapitato e arso, Steyr, 30 marzo 1528)
238. Mattheus Pürchinger, anabattista, († decapitato e arso, Steyr, 30 marzo 1528)
239. Hans Muhr, anabattista, († decapitato e arso, Steyr, 30 marzo 1528)
240. Hans Penzenauer, anabattista, († decapitato e arso, Steyr, 30 marzo 1528)
241. Georg Blaurock, soprannome di Jörg Cajacob, anabattista († arso, Klausen, 6 settembre 1529)
242. Hans Langegger, anabattista († arso vivo, Klausen, 6 settembre 1529)
243. Giovanni Milanese, († 1530)
244. Lamprecht Gruber, di Funes, anabattista hutterita († decapitato, Vipiteno, 1532)
245. Hans Beckh, anabattista hutterita († decapitato, Vipiteno, 1532)
246. Peter Hungerl, anabattista hutterita († decapitato, Vipiteno, 1532)
247. Lorenz Schuster, anabattista hutterita († decapitato, Vipiteno, 1532)
248. Peter Planer, anabattista hutterita († decapitato, Vipiteno, 1532)
249. Hans Thaler, anabattista hutterita († decapitato, Vipiteno, 1532)
250. Hans Beck, anabattista († arso, Castello di Gufidaun, Klausen, ottobre 1533)
251. Walser Schneider, anabattista († arso, Castello di Gufidaun), ottobre 1533)
252. Christian Alseider, anabattista († arso, Castello di Gufidaun, ottobre 1533)
253. Waltan Gsäl, anabattista († arso vivo, Castello di Guffidaun, ottobre 1533)
254. Wölfl von Gotzenberg, anabattista († arso vivo, Castello di Gufidaun, ottobre 1533)
255. Hans Maurer, anabattista († arso vivo, Castello di Gufidaun, ottobre 1533)
256. Peter Kranenwetter, anabattista hutterita († arso vivo, Castello di Gufidaun, ottobre 1533)
257. John Frith, luterano († arso vivo, Smithfield, 4 luglio 1533)
258. Andrew Hewet, luterano († arso vivo, Smithfield, 4 luglio 1533)
259. Adriaen de Wever, anabattista, (decapitato, Delft, 1534)
260. Andries van Niel, anabattista († arso vivo, Kuringen, Belgio, 9 gennaio 1534)
261. Adriaen Lourysz (o Adriaen Vermeer), anabattista, († decapitato con altri sette compagni ad Haarlem, 26 marzo 1534)
262. Adriaen Claes, anabattista, († decapitato, Olanda, 16 maggio 1534)
263. Henrick Rol, di Grave, anabattista, († arso, Maastricht, settembre 1534)
264. Adam Jans, anabattista, (giustiziato, Olanda, gennaio 1535)
265. Adriaen Antheunis Focsen, anabattista adamita († decapitato, Amsterdam, 25 febbraio 1535)
266. Hendrik Hendriks Snyder, anabattista adamita († decapitato, Amsterdam, 25 febbraio 1535)
267. Claes van Venlo, anabattista adamita († decapitato, Amsterdam, 25 febbraio 1535)
268. Dirck Janssen, anabattista adamita († decapitato, Amsterdam, 25 febbraio 1535)
269. Steven Janssen, anabattista adamita († decapitato, Amsterdam, 25 febbraio 1535)
270. Steven van Oudewater, anabattista adamita († decapitato, Amsterdam, 25 febbraio 1535)
271. Gerrit van Benschop, anabattista adamita († decapitato, Amsterdam, 25 febbraio 1535)
272. Jacob Claes van der Veer, anabattista († decapitato, Utrecht, 13 marzo 1535)
273. Adriaen de Kleermaker (o Adriaen Cornelisz Snijer), anabattista, († decapitato, L'Aia, 10 aprile 1535)
274. Aefke Harmen Thys, anabattista, († affogata, Leeuwarden, 14 aprile 1535)
275. Étienne Bénard, di Rouen, luterano († arso vivo, Marché aux Pourceaux, Parigi, 5 maggio 1535)
276. Marin Du Val, di Melun, luterano († arso vivo, Marché aux Pourceaux, Parigi, 5 maggio 1535)
277. Adriaen Aersen, anabattista, († decapitato, Zierikzee, 8 maggio 1535)
278. Albert van Meppel, anabattista, († giustiziato con altri dieci, Amsterdam, 14 maggio 1535)
279. Adriaen Cornelis, di Spaarndam, anabattista, († decapitato, Amsterdam, 15 maggio 1535)
280. Adriana Jans, anabattista, († affogata, Amsterdam, 21 maggio 1535)
281. Aeltgen Gielis, anabattista, († affogata, Amsterdam, 21 maggio 1535)
282. Aeltgen Wouters, anabattista, († affogata, Amsterdam, 21 maggio 1535)
283. Cornelisz Claes, anabattista († impiccato, Amsterdam, 1º giugno 1535)
284. Aechtgen Jans, anabattista, († impiccata, Amsterdam, 1º giugno 1535)
285. Aert Claudius Centurio, anabattista di Bruxelles, († decapitato, Utrecht, 11 giugno 1535)
286. Claudius Centurio, anabattista di Noyelles, padre di Aert, († decapitato, Utrecht, 11 giugno 1535)
287. Albert Pieters Sinckes, anabattista, († giustiziato, Alkmaar, 1536)
288. Aegje Elinx, anabattista, († affogata, Alkmaar, 1º febbraio 1536)
289. Jakob Hutter, coordinatore degli anabattisti comunitari (hutteriti), († arso vivo, Innsbruck, 25 febbraio 1536) Lo strangolamento di William Tyndale, incisione in un'edizione del Libro dei martiri di John Foxe.

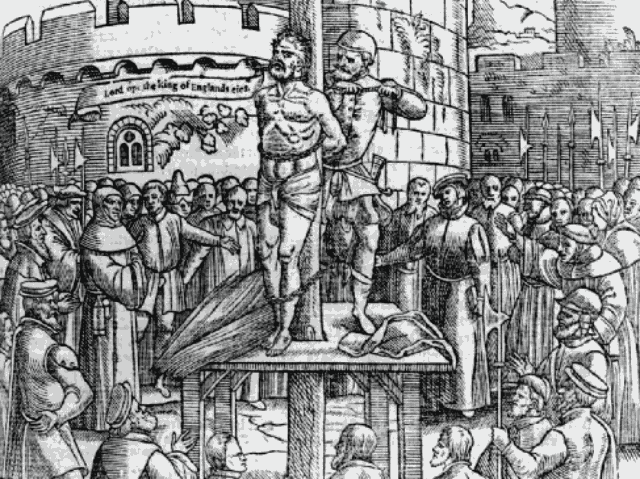
Lo strangolamento di William Tyndale, incisione in un'edizione del Libro dei martiri di John Foxe.

290. Adriaen Adriaens, anabattista, († decapitato, L'Aia, marzo 1536)
291. Arent Geryts, anabattista, († decapitato, L'Aia, 14 marzo 1536)
292. Adriane Vyncx, anabattista, († arsa viva, Bruges, 28 agosto 1536)
293. William Tyndale, protestante († strangolato e arso, Vilvoorde, 6 settembre 1536)
294. Albert Reyersz (o Oldeknecht), anabattista, († decapitato, Amsterdam, 12 aprile 1537)
295. Adriaen Cornelisse, anabattista, († decapitato, Zierikzee, 2 giugno 1537)
296. Hans Seidel, di Murau (Austria) anabattista hutterita, († decapitato, St. Veit, Carinzia, 1538)
297. Hans Donner, di Wels, (Austria), anabattista hutterita, († decapitato, St. Veit, 1538)
298. Aert Jans, anabattista, († decapitato, Delft, 7 gennaio 1538)
299. Stijntgen Mickers, madre di Frans e Guert, anabattista, († affogata, Alkmaar, 6 febbraio 1538)
300. Guert Mickers, anabattista, († affogata, Alkmaar, 6 febbraio 1538)
301. Adriaen van Gravenhage, anabattista, († arso vivo, Vught, 9 settembre 1538)
302. Paulus van Druynen, anabattista, († arso vivo, Vught, 9 settembre 1538)
303. Michiel Stevens van Oosterhout, anabattista, († arso vivo, Vught, 9 settembre 1538)
304. Jan Blok, di Gand, anabattista, († arso vivo, Vught, 9 settembre 1538)
305. Lysken Blok, anabattista, moglie di Jan Blok, († arsa viva, Vught, 11 settembre 1538)
306. Aecht Middelborch, anabattista, († affogata, Utrecht, 11 giugno 1539)
307. Jan Jansz van den Berg, di Kleve, (Germania) anabattista († decapitato, Amsterdam, 8 luglio 1539)
308. Geertruydt Adriaens de Roevre, anabattista († arsa viva, Vught, Nord Brabante, 11 settembre 1539)
309. Adriaen Wouters, anabattista di Schiedam, Olanda, († decapitato, Veere, 14 ottobre 1539)
310. Francisco de San Roman, luterano, primo martire protestante di Spagna († arso vivo, Valladolid, 1540)
311. Frans Mickers, anabattista, († affogato, Alkmaar, 16 aprile 1540)
312. Frans Jansz, anabattista, († impiccato, Utrecht, 2 aprile 1541)
313. Petruccio Campagna o Giorgio di Messina, frate, luterano († arso, autodafé, Palermo, 30 maggio 1541)
314. Aeff Peters, anabattista, moglie di Frans Jansz, († affogata, Utrecht, 13 giugno 1541)
315. Giandomenico dell'Aquila, protestante († arso vivo, 4 febbraio 1542)
316. Jan Claesz, libraio, predicatore anabattista mennonita, († decapitato, Amsterdam, 19 gennaio 1544)
317. Lucas Lambert van Beveren, di anni 87, anabattista mennonita, († decapitato, Amsterdam, 19 gennaio 1544)
318. Aelbert Gerritsz, anabattista, († decapitato, Utrecht, 21 giugno 1544)
319. Aecht Coenen, anabattista, († affogata, Leida, 14 luglio 1544)
320. Jan Dorhout, spiritualizzante fiammingo, loista, († decapitato, Anversa, 9 ottobre 1544)
321. Christophe Hérault, spiritualizzante francese, loista, († decapitato, Anversa, 9 ottobre 1544)
322. Loys Pruystinck, spiritualizzante fiammingo, fondatore della setta dei Loisti, († arso, Anversa, 25 ottobre 1544)
323. Maria van Beckum, anabattista, sorella di Ursula († arsa, Delden, Paesi Bassi, 13 novembre 1544)
324. Ursula van Beckum, nata van Werdum (moglie del fratello di Maria) anabattista, († arsa, Delden, 13 novembre 1544)
325. George Wishart, religioso scozzese, protestante († arso, Saint Andrews, Scozia, 1º marzo 1546)
326. Étienne Dolet, umanista, († impiccato e arso, Parigi, 3 agosto 1546)
327. Lucas Michielsz, pittore su vetro di Dordrecht, anabattista, († arso, Amsterdam, 20 marzo 1549)
328. Tobias Quintincxsz, calzolaio, anabattista, († arso, Amsterdam, 20 marzo 1549)
329. Pieter Jansz, calzolaio, anabattista, († arso, Amsterdam, 20 marzo 1549)
330. Jan Pennewaerts, belga di Lovanio, anabattista, († arso, Amsterdam, 20 marzo 1549)
331. Ellert Jans, sarto di Woerden, anabattista, († arso, Amsterdam, 20 marzo 1549)
332. Ghysbert Jansz di Woerden, anabattista, († arso, Amsterdam, 20 marzo 1549)
333. Barbara Thielemans di Dordecht, anabattista, († arsa, Amsterdam, 20 marzo 1549)
334. Truyken Boens, belga di Anversa, anabattista, († arsa, Amsterdam, 20 marzo 1549)
335. Giorgio Costa, di Genova, mercante, luterano († arso, autodafé Palermo, Piano della Loggia, 19 maggio 1549)
336. Diana Rosso di Paternò, giudaizzante relapsa († arsa, autodafé Palermo, Piano della Loggia, 19 maggio 1549)
337. Fanino Fanini, predicatore protestante († impiccato e arso, Ferrara, 22 agosto 1550)
338. Domenico Cabianca, pellicciaio di Bassano, predicatore protestante († impiccato, Piacenza, 10 settembre 1550)
339. Pre Francesco Calcagno, prete, blasfemia e sodomia, luterano († decapitato e arso, piazza della Loggia, Brescia, 23 dicembre 1550)
340. Benedetto del Borgo da Asolo, anabattista († arso vivo, Rovigo, 17 marzo 1551)
341. Giorgio Siculo, al secolo Giorgio Rioli, predicatore († strangolato in cella, Ferrara, 23 maggio 1551)
342. Francesco Pagliarino, di Savoca, frate di S. Francesco di Paola, luterano († arso vivo, autodafé Palermo, Piano della Loggia, 5 luglio 1551)
343. Antonino Caruso, da Militello, diacono eremita francescano, luterano († arso vivo, Piano della Loggia, 5 luglio 1551)
344. Galeazzo da Trezzo, di Sant'Angelo Lodigiano, predicatore protestante, († arso vivo, Lodi, 24 novembre 1551)
345. Jacobetto Gentile, calvinista († arso vivo, Capua, piazza S. Maria Maggiore, maggio 1552)
346. Vincenzo Iannelli, frate, calvinista († arso vivo, Capua, piazza S. Maria Maggiore, maggio 1552)
347. Adriaen Woutersson, anabattista di Heusden, Olanda, († decapitato con altri due compagni ad Anversa, 23 settembre 1552)
348. Mechtelt Melis, anabattista, moglie di Adriaen Woutersson, († annegata, Anversa, 23 settembre 1552)
349. Adriaen Cornelis, di Schoonhoven, Olanda, anabattista, († strangolato e arso, Leida, 24 novembre 1552)
350. Henrick Dirks, anabattista, († strangolato e arso, Leiden, 24 novembre 1552)
351. Dirk Jans, anabattista, († strangolato e arso, Leiden, 24 novembre 1552)
352. Annetgen Symons, anabattista, († strangolata e arsa, Leiden, 24 novembre 1552)
353. Mariken Jans, anabattista, († strangolata e arsa, Leiden, 24 novembre 1552)
354. Adriaen de Wintere, anabattista di Kruibeke, († arso vivo, Anversa, 20 gennaio 1553)
355. Giovan Battista Impellizzeri, di Mandanici, luterano († arso vivo, autodafé Palermo, Piano della Loggia, 18 giugno 1553)
356. Aleph Jacobs, anabattista, († arso vivo, Leeuwarden, 28 giugno 1553)
357. Giovanni Buzio da Montalcino, detto il Mollio, francescano, luterano († impiccato e arso, Roma, Campo de' Fiori, 5 settembre 1553)
358. Tisserando da Perugia, detto il Perugino, tessitore di seta, luterano († impiccato e arso, Campo de' Fiori, 5 settembre 1553)
359. Zuan Battista Trabachin, anabattista († annegato, Venezia, 11 novembre 1553) Il rogo di John Rogers, Londra, illustrazione in un'edizione del Libro dei martiri di John Foxe, 1684

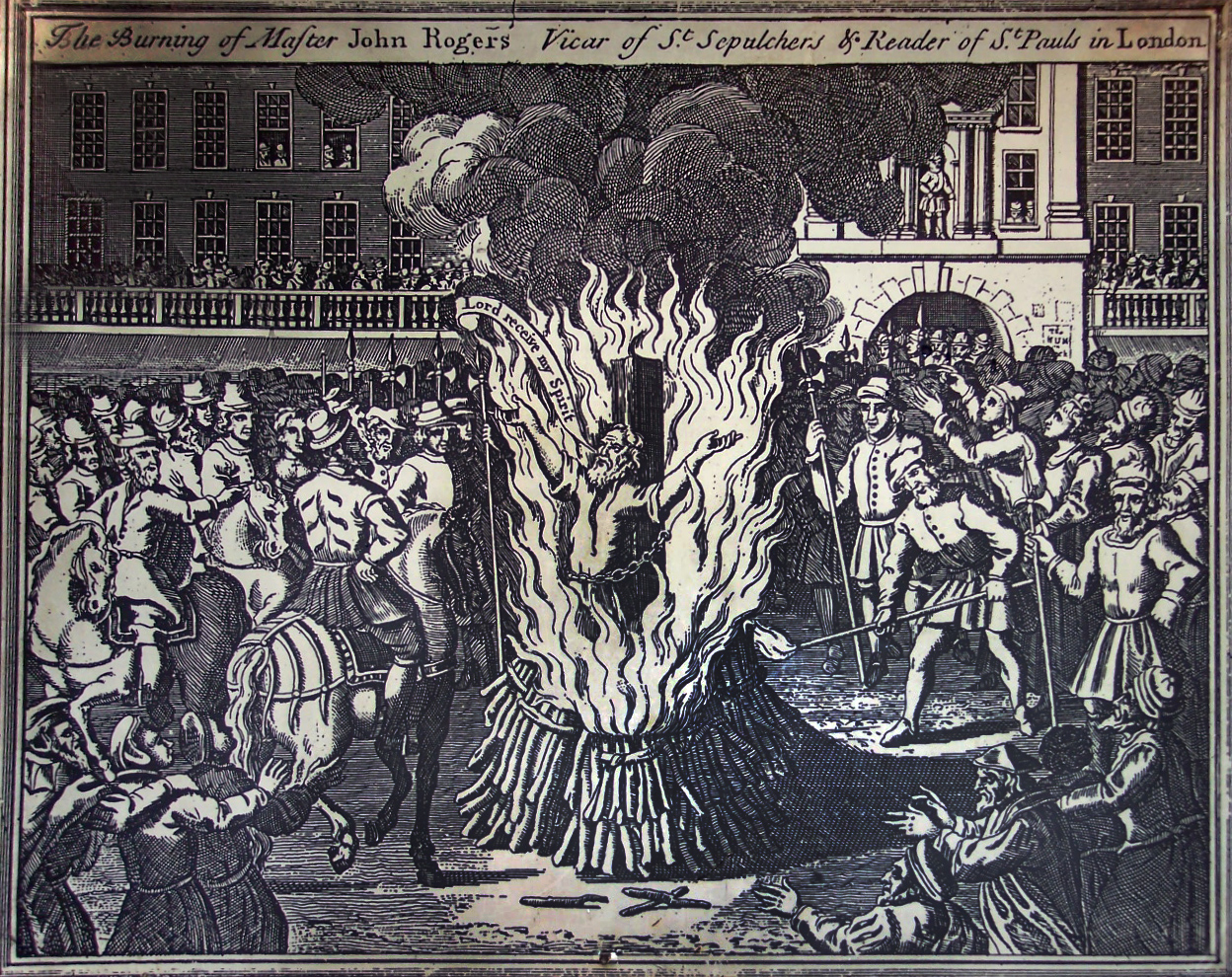
Il rogo di John Rogers, Londra, illustrazione in un'edizione del Libro dei martiri di John Foxe, 1684

360. Francesco Gamba da Brescia, predicatore protestante († impiccato e arso, Como, 21 luglio 1554)
361. John Bradford, sacerdote, riformatore protestante († arso vivo, Smithfield, 31 gennaio 1555)
362. John Lease, protestante († arso vivo, Smithfield, 31 gennaio 1555)
363. John Rogers, sacerdote, traduttore e commentatore della Bibbia, († arso vivo, Smithfield, 4 febbraio 1555)
364. Lawrence Saunders, sacerdote, riformatore protestante († arso vivo, Coventry, 9 febbraio 1555)
365. Rowland Taylor, riformatore protestante († arso vivo, Aldham, 9 febbraio 1555)
366. John Hooper, vescovo anglicano di Gloucester († arso vivo, Gloucester, 9 febbraio 1555)
367. William Hunter di Brentwood, protestante († arso vivo, Brentwood, 27 marzo 1555)
368. Robert Ferrar, vescovo anglicano di St. David's († arso vivo, Market square (ora Nott's square) in Carmarthen, Galles, 30 marzo 1555)
369. Agacio Giunta, luterano († arso vivo, autodafé Messina, 12 maggio 1555)
370. Paolo Rappi da Vigone, valdese († arso vivo, Torino, 22 giugno 1555)
371. Patrick Pakingham unitariano († arso vivo, Uxbridge, Londra, agosto 1555)
372. Hans Verhoeven, anabattista († arso vivo, Anversa, 27 agosto 1555)
373. Frans Deens, anabattista († arso vivo, Anversa, 27 agosto 1555)
374. Jan Drooghscheerder, anabattista († arso vivo, Anversa 27 agosto 1555)
375. Pieter van Beringen, anabattista († arso vivo, Anversa, 27 agosto 1555)
376. Jean Vernou di Poitiers, alias Giovanni Vernon, predicatore valdese († arso vivo, Chambéry, 28 agosto 1555)
377. Antoine Laborie di Cajare, alias Antonio Labori, predicatore valdese († arso vivo, Chambéry, 28 agosto 1555)
378. Jean Trigalet di Nimes, predicatore valdese († arso vivo, Chambéry, 28 agosto 1555)
379. Bertrand Bataille della Guscogna, predicatore valdese († arso vivo, Chambéry, 28 agosto 1555)
380. Guyraud Tauran di Cahors, predicatore valdese († arso vivo, Chambéry, 28 agosto 1555)
381. Hugh Latimer, ex vescovo di Worcester, anglicano († arso vivo, Balliol College, Oxford, 16 ottobre 1555)
382. Nicholas Ridley, vescovo anglicano († arso vivo, Balliol College, 16 ottobre 1555)
383. Abraham van Roey, anabattista († arso vivo, Anversa, 4 febbraio 1556)
384. Thomas Cranmer, arcivescovo anglicano († arso vivo, Balliol College, Oxford, 21 marzo 1556)
385. Ambrogio Cavalli, agostiniano, calvinista († impiccato e arso, Campo de' Fiori, Roma, 15 giugno 1556)
386. Bartolomeo Hector di Poitiers, colportore valdese († impiccato e arso, piazza Castello, Torino, 20 giugno 1556)
387. Michele, detto cavalier Sermoneta, di Siena, colpì per gioco un crocifisso con un sasso († impiccato, Bologna, 20 giugno 1556)[4]
388. Pomponio de Algerio, studente, protestante († arso vivo in olio bollente, Roma, piazza Navona, 19 agosto 1556)
389. Baldo Lupatino, frate, protestante († annegato in laguna, Venezia, 17 settembre 1556)
390. Natale Cassar, di Malta, luterano († arso vivo, autodafé Palermo, Piano della Loggia, 18 ottobre 1556)
391. Giovanni Giacomo Petrone, di Siracusa, religioso di S. Benito di Messina, luterano († arso vivo, Piano della Loggia, 18 ottobre 1556)
392. Nicola Sartorio di Chieri, evangelico († arso vivo, Aosta, 7 maggio 1557)
393. Francesco Cartone († 1558)
394. Adriaen van Hee, anabattista, († arso vivo, Obignies, 1558)
395. Joos Meeuwens, anabattista, († arso vivo, Obignies, 1558)
396. Willem Goosen, anabattista, († arso vivo, Obignies, 1558)
397. Egbert de Hoedemaker, anabattista, († arso vivo, Obignies, 1558)
398. Lambert van Doornik, anabattista, († arso vivo, Obignies, 1558)
399. Goffredo Varaglia, valdese, già frate cappuccino e teologo († impiccato e arso, Torino, piazza Castello, 29 marzo 1558)[5]
400. Girolamo Russo, di Ferla, luterano († arso vivo, autodafé Palermo, Piano della Bocceria Vecchia, 1º maggio 1558)
401. Gisberto di Milanuccio di Penne, eretico († arso vivo, Roma, Piazza Giudia, 15 giugno 1558)
402. Adriaen Pieters, di Winkel, Olanda, anabattista, († arso vivo, L'Aia, 7 luglio 1558)
403. Henrick Dacho, anabattista, († decapitato, Anversa, 7 ottobre 1558)
404. Hans Schmid, anabattista, missionario hutterita († arso vivo, Aquisgrana, 19 ottobre 1558)
405. Heinrich Adams, anabattista, missionario hutterita († arso vivo, Aquisgrana, 21 ottobre 1558)
406. Hans Weck, anabattista, missionario hutterita, cognato di Heinrich Adams († arso vivo, Aquisgrana, 21 ottobre 1558)
407. Alexander de Bode, anabattista, († giustiziato, Anversa, 19 novembre 1558)
408. Arent Aerssens, anabattista, († arso vivo, Anversa, 16 dicembre 1558)
409. Peeter Henriks, anabattista, († arso vivo, Anversa, 16 dicembre 1558)
410. Jan Collen, anabattista, († arso vivo, Anversa, 16 dicembre 1558)
411. Geert Franssens, anabattista, († arso vivo, Anversa, 16 dicembre 1558)
412. Tillmann Schneider, anabattista, missionario hutterita († arso vivo, Aquisgrana, 4 gennaio 1559)
413. Mathias Schmidt, anabattista, missionario hutterita († arso vivo, Aquisgrana, 4 gennaio 1559)
414. Antonio di Colella Grosso, eretico († arso vivo, Roma, piazza Navona, 8 febbraio 1559)
415. Gabriello di Thomaien, sodomia, blasfemia († arso vivo, piazza Navona, 8 febbraio 1559)
416. Leonardo di Paolo da Meola, eretico († arso vivo, piazza Navona, 8 febbraio 1559)
417. Giovanni Antonio del Bò, cremonese, apostasia († impiccato e arso, piazza Navona, 8 febbraio 1559)
418. Mahieu Antheunis, anabattista († arso vivo, Kortrijk, Belgio, 18 febbraio 1559)
419. Gelis de Groot, anabattista, († arso vivo, Kortrijk, 18 febbraio 1559)
420. Antonio Gesualdi, luterano († impiccato e arso, Roma, 16 marzo 1559)
421. Adriana Lambrechts, anabattista, moglie di Henrick Dacho, († affogata, Anversa, 19 marzo 1559)
422. Agustin de Cazalla, capellano e predicatore dell'imperatore Carlo V d'Asburgo, luterano († garrotato e arso, autodafé Valladolid, plaza Mayor, 21 maggio 1559)
423. Francisco de Vibero, sacerdote, fratello di Agustin de Cazalla, luterano († arso vivo, plaza Mayor, 21 maggio 1559)
424. Beatriz de Vibero, monaca, sorella di Agustin e Francisco, luterana († garrotata e arsa, plaza Mayor, 21 maggio 1559)
425. Antonio de Herezuolo, luterano († arso vivo, plaza Mayor, 21 maggio 1559)
426. Gonzalo Vaez Portughese, giudaizzante († arso vivo, plaza Mayor, 21 maggio 1559)
427. Alonso Perez prete, luterano († garrotato e arso, plaza Mayor, 21 maggio 1559)
428. Christophoro de Ocampo, luterano († garrotato e arso, plaza Mayor, 21 maggio 1559)
429. Francisco de Herrera, luterano († garrotato e arso, plaza Mayor, 21 maggio 1559)
430. Juan Garzia argentiere, luterano († garrotato e arso, plaza Mayor, 21 maggio 1559)
431. Christophoro de Padilla, luterano († garrotato e arso, plaza Mayor, 21 maggio 1559)
432. Isabella de Estrada, luterana († garrotata e arsa, plaza Mayor, 21 maggio 1559)
433. Juana Velazques, luterana († garrotata e arsa, plaza Mayor, 21 maggio 1559)
434. Catherina Romana, luterana († garrotata arsa, plaza Mayor, 21 maggio 1559)
435. Catherina de Ortega, luterana († garrotata e arsa, plaza Mayor, 21 maggio 1559)
436. Adriaen Pan, o Adriaen Peeterson Pan, anabattista di Driel, Olanda, († decapitato, Anversa, 18 giugno 1559)
437. Aechtgen Joris Adriaens, anabattista, († affogata con altre cinque donne, Anversa, 19 luglio 1559)
438. Abraham Tancreet (o Tanghereet), anabattista, († arso vivo, Gand, Belgio, 7 agosto 1559)
439. Giacomo Bonelli, di Dronero, pastore e predicatore valdese († arso vivo, autodafé Palermo, Piano della Bocceria Vecchia, 18 febbraio 1560)
440. Maeyken de Hont, anabattista († annegata, castello di Steen, Anversa, 4 aprile 1560)
441. Janneken van Aken di Haerlebeke, anabattista († annegata, Anversa, 4 aprile 1560)
442. Lenaert Plovier di Meenen, anabattista († annegato, Anversa, 4 aprile 1560)
443. Mermetto Savoiardo († 13 agosto 1560)
444. Dionigi di Cola († 13 agosto 1560)
445. Gian Luigi Pascale, di Cuneo, pastore calvinista missionario tra i valdesi († strangolato e arso, Roma, Castel Sant'Angelo, 16 settembre 1560)
446. Bernardino Conte, valdese († arso vivo, Cosenza, novembre 1560)
447. Cornelio di Nicosia, alias Giancarlo, francescano conv., teologo, luterano († arso vivo, autodafé Palermo, Piano della Bocceria Vecchia, 8 giugno 1561)
448. Francesco Vicino, di Padova, religioso, luterano († arso vivo, Piano della Bocceria Vecchia, 8 giugno 1561)
449. Giovanni de Giluti o Gigliuto, di Noto († arso vivo, Piano della Bocceria Vecchia, 8 giugno 1561)
450. Andrea Lanza (†1561), religioso, luterano († arso vivo, Piano della Bocceria Vecchia, 8 giugno 1561)
451. Adam Henricx (o Kistmaeckers), anabattista, († annegato, Anversa, 23 luglio 1561)
452. Absolon de Zanger, anabattista, († arso vivo, Courtrai, 20 novembre 1561)
453. Willem van Haverbeke, anabattista, († arso vivo, Kortrijk, 20 novembre 1561)
454. Nicasen van Alcmaers, anabattista († arso vivo, Bruges, 10 dicembre 1561)
455. Andries de Molenaar, anabattista († arso vivo, Bruges, 10 dicembre 1561)
456. Adriaen Brael, anabattista († arso vivo, Bruges, 10 dicembre 1561)
457. Lucas Heindricx di Landegem, anabattista († arso vivo, Bruges, 10 dicembre 1561)
458. Marijn Euwout, anabattista († arsa viva, Bruges, 10 dicembre 1561)
459. Francijntgen de Molenaar, anabattista, moglie di Andries († arsa viva, Bruges, 11 dicembre 1561)
460. Jan Christiaenz di Zeebrugge, anabattista, († arso vivo, Bruges, 11 dicembre 1561)
461. Maeyken Frans (o Trams), anabattista, († arsa viva, Bruges, 11 dicembre 1561)
462. Jelis Outerman di Diksmuide, anabattista, († arso vivo, Bruges, 11 dicembre 1561)
463. Anthonis Keute, anabattista, († arso vivo, Bruges, 11 dicembre 1561)
464. Hans Lisz, anabattista, († arso vivo, Bruges, 11 dicembre 1561)
465. Hansken Parmentier, anabattista, († arso vivo, Bruges, 11 dicembre 1561)
466. Frans de Swarte, anabattista, († arso vivo, Hondschoote, 23 marzo 1562)
467. Martijntgen van Alcmaers, anabattista, sorella di Nicasen van Alcmaers († annegata, Hondschoote, 23 marzo 1562)
468. Heyndrik van Dale, anabattista, († annegato, Anversa, 3 aprile 1562) L'esecuzione di Hendrik Eemkens a Utrech nel 1562. Gli fu legato un sacco di polvere da sparo al collo e fatto esplodere

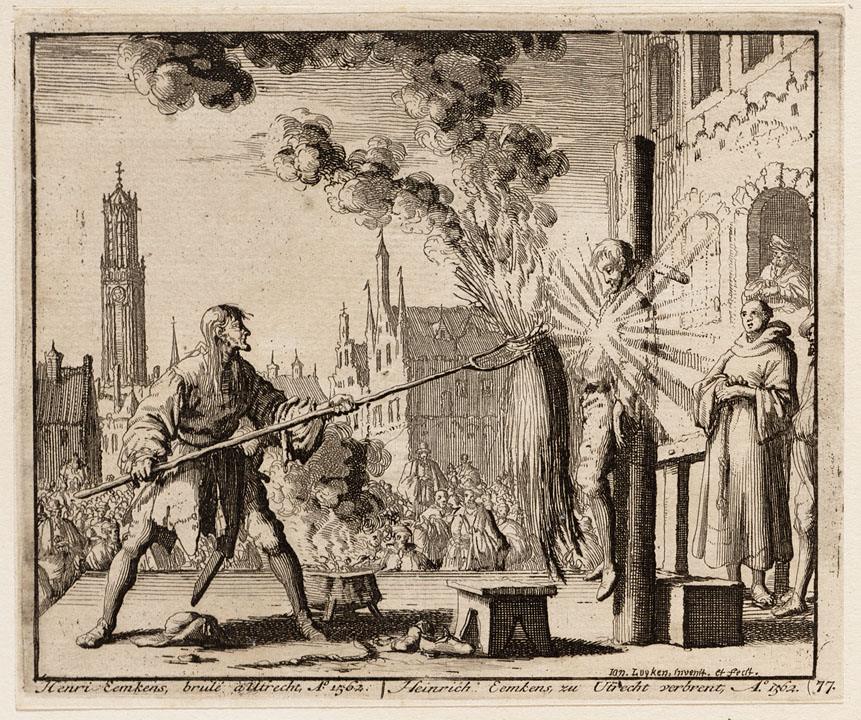
L'esecuzione di Hendrik Eemkens a Utrech nel 1562. Gli fu legato un sacco di polvere da sparo al collo e fatto esplodere

469. Gaspard Deken, alias Jasper de Schoenmaker, anabattista, († arso vivo, Hondschoote, 4 aprile 1562)
470. Charlo de Wael, anabattista, († arso vivo, Hondschoote, 4 aprile 1562)
471. Karel van de Velde, anabattista, († arso vivo, Hondschoote, 17 aprile 1562)
472. Hendrik Eemkens, anabattista († fatto esplodere, Utrecht, 10 luglio 1562)[6]
473. Lauwerens Allaerts di Gand, anabattista († arso vivo, Vrijdagmarkt, Gand, 16 luglio 1562)
474. Pieter van Maldeghem di Nevele, anabattista († arso vivo, Vrijdagmarkt, Gand, 16 luglio 1562)
475. Jacques Bostijn di Courtrai, anabattista († arso vivo, Vrijdagmarkt, Gand, 16 luglio 1562)
476. Pieter van Maele di Gand, anabattista († arso vivo, Vrijdagmarkt, Gand, 16 luglio 1562)
477. Bartolomeo Fonzio, protestante († annegato, Venezia, Canale dell'Orfano, 4 agosto 1562)
478. Mariken van Meenen di Haerlebeke, anabattista († annegata, Anversa, Castello Het Steen, 5 settembre 1562)
479. Lyntgen Wendelyn, anabattista († annegata, Anversa, Castello Het Steen, 5 settembre 1562)
480. Proentgen van Meteren anabattista, moglie di Karel van de Velde, († annegata, Hondschoote, 3 ottobre 1562)
481. Claesken van Meteren, anabattista, sorella di Proentgen († annegata, Hondschoote, 3 ottobre 1562)
482. Aert van Gershoven, anabattista, († affogato, Anversa, 17 ottobre 1562)
483. Jacob van Gershoven, anabattista, fratello di Aert, († affogato. Anversa, 17 ottobre 1562)
484. Giulio Gherlandi da Spresiano, anabattista († annegato, Canale dell'Orfano, Venezia, 23 ottobre 1562)
485. Hendrik Aerts, anabattista, processato dall'inquisitore Pieter Titelman insieme alla moglie e ad altri 11 anabattisti († arso vivo, Rijsel, 16 marzo 1563)
486. Jan Maes di Bollezeele, anabattista, († arso vivo, Rijsel, 16 marzo 1563)
487. Jan de Swarte di Bailleul, anabattista, († arso vivo, Rijsel, 16 marzo 1563)
488. Claes de Swarte, anabattista, figlio di Jan († arso vivo, Rijsel, 16 marzo 1563)
489. Perceval van den Berge di Zwevigem, anabattista, († arso vivo, Rijsel, 16 marzo 1563)
490. Pieter Meynghers, alias Pieter Schoenmaker (Pietro il calzolaio), anabattista, († arso vivo, Rijsel, 16 marzo 1563)
491. Kathelijne van Lokerhoute, anabattista, moglie di Lauwerens Allaerts († decapitata, Castello Gravensteen, Gand, 24 marzo 1563)
492. Claesken Pertrijs, anabattista, moglie di Jan de Swarte († arsa viva, Rijsel, 27 marzo 1563)
493. Christiaen de Swarte, anabattista, figlio di Jan († arso vivo, Rijsel, 27 marzo 1563)
494. Hans de Swarte, anabattista, figlio di Jan († arso vivo, Rijsel, 27 marzo 1563)
495. Mahieu de Swarte anabattista, figlio sedicenne di Jan († arso vivo, Rijsel, 27 marzo 1563)
496. Minico Santoro (Domenico) da Mandanici, sacerdote, luterano († strozzato e poi arso, autodafé, Palermo, piazza della Bocceria Vecchia, 13 aprile 1563)
497. Antonijn de Waele, alias Antheunis Behaghe, anabattista († arso vivo, Vrijdagmarkt, Gand, 9 novembre 1563)
498. Christiaen van Wettere, anabattista († arso vivo, Vrijdagmarkt, Gand, 9 novembre 1563)
499. Janneken Cabeljaus di Ypres, anabattista, moglie di Hendrik Aerts († arsa viva, Rijsel, 22 febbraio 1564)
500. Calleken Steens di Sweghem, anabattista († arsa viva, Rijsel, 22 febbraio 1564)
501. Gian Francesco Alois, detto il Caserta, letterato italiano, valdesiano († decapitato e arso, piazza del Mercato, Napoli, 4 marzo 1564)
502. Giovanni Bernardino Gargano, nobile di Aversa, valdesiano († decapitato e arso, piazza del Mercato, Napoli, 4 marzo 1564)
503. Alessandro da Caverzago, notaio, predicatore protestante († arso vivo, piazza della Torricella, Piacenza, 2 giugno 1564)
504. Francesco di Pietro Secretuzzo, cipriota, riformato († impiccato e arso, presso Castel Sant'Angelo, Roma, 4 settembre 1564)
505. Maeyken Boosers, anabattista, († arsa viva, Tournai, 18 settembre 1564)
506. Antonio de Antona di Venezia, abitante a Siracusa, argentiere, luterano († strangolato e arso, autodafé, Palermo, Piano della Marina, 12 novembre 1564)
507. Richiardo alias Fruxa, di Mandanici, luterano († arso vivo, Piano della Marina, 12 novembre 1564)
508. Giacomo Impellizzeri, di Mandanici, luterano († arso vivo, Piano della Marina, 12 novembre 1564)
509. Iannello Scolaro, di Mandanici, luterano († arso vivo, Piano della Marina, 12 novembre 1564)
510. Antonio Rizzetto da Vicenza, anabattista († annegato, Canale dell'Orfano, Venezia, 8 febbraio 1565)
511. Francesco della Sega da Rovigo, anabattista († annegato, Canale dell'Orfano, Venezia, 26 febbraio 1565)
512. Adriaen van den Burie, anabattista, († arso vivo, Oudenaarde, 10 luglio 1565)
513. Lorenzo Vex, luterano († annegato, Venezia, 1566)
514. Pietro Robert della Goletta di Tunisi, francese, ugonotto († arso vivo, autodafé, Palermo, chiesa della Magione, 13 gennaio 1566)
515. Michele Giovanni Carobeni di Noto, († arso vivo, Palermo, chiesa della Magione, 13 gennaio 1566)
516. Muzio della Torella di Puglia, luterano († decapitato e arso, Roma, 1º marzo 1566)
517. Pompeo de' Monti nobile di Napoli, valdesiano († decapitato e arso, Roma, presso castel Sant'Angelo, 4 luglio 1566)
518. Curzio di Cave frate cappuccino, luterano († decapitato e arso, Roma, Castel Sant'Angelo, 9 luglio 1566)
519. Giovanni Pietro Thomaso di Noto, mastro calzolaio, luterano († arso vivo, autodafé, Palermo, Piano della Marina, 26 dicembre 1566)
520. Matteo de Amodeo alias lo Ruffiano, di Siracusa, luterano, († arso vivo, Piano della Marina, 26 dicembre 1566)
521. Bernardo Brescaglia di Modena, calzolaio, luterano († impiccato e arso, autodafé, piazza San Domenico, Bologna, 18 gennaio 1567)[7][8][2]
522. Baldassarre (forse d'Anna[9]) di Giovanni, da S. Maria del Gallo o da Venezia, pittore, luterano († impiccato e arso, piazza San Domenico, Bologna, 18 gennaio 1567)[7][8][2]
523. Martino Fani (o Marino de Furno[8]), ciabattino, luterano († impiccato e arso, piazza San Domenico, Bologna, 18 gennaio 1567)[2]
524. Giorgio Olivetto, luterano († arso vivo, Roma, 27 gennaio 1567)
525. Publio Francesco Spinola, umanista, riformista († annegato, Venezia, Canale dell'Orfano, 31 gennaio 1567)
526. Domenico Zocchi di Treviso, apostasia giudaica († impiccato e arso, Roma, piazza Giudia, 1º febbraio 1567)
527. Marco Magnavacca, riformista, evangelico († strangolato e arso, Modena, 16 febbraio 1567)
528. Girolamo Landi di Fondi, luterano († impiccato e arso, Roma, presso Castel Sant'Angelo, 25 febbraio 1567)
529. Bernardo Rasola (o Rasala) da Milano o da Locarno, detto dalle Agocchie, luterano († arso vivo, Bologna, 22 marzo 1567)[10][11]
530. Gregorio Perini di Arezzo, frate, luterano († impiccato e arso, Roma, 23 giugno 1567)[10]
531. Pellegrino Righetti, luterano († impiccato e arso, Bologna, 5 settembre 1567)[10][11][7]
532. Pietro Antonio da Cervia, pittore, luterano († impiccato e arso, Bologna, 5 settembre 1567)[10][11][7]
533. Pietro Carnesecchi, umanista, riformista evangelico, (decapitato e arso, Roma, presso Castel Sant'Angelo, 1º ottobre 1567)
534. Giulio Maresio, di Cividale del Friuli, francescano, riformista relapso († decapitato e arso, presso Castel Sant'Angelo, 1º ottobre 1567)
535. Alessandro Panzacchi, merciaio, protestante († arso vivo, Bologna, 8 ottobre 1567)[11][7]
536. Giorgio da Udine, protestante († arso vivo, Bologna, 8 ottobre 1567)
537. Luca di Faenza († 1568)
538. Thomas Szük († 1568)
539. Riccardo Perucolo, mastro pittore, protestante († arso vivo, Conegliano, marzo 1568)
540. Andries Jacobs (o Adriaen Jacobsen), anabattista, figlio di Jacob Dirks, († arso vivo, Anversa, 10 marzo 1568)
541. Hans Jacobs, anabattista, figlio di Jacob Dirks, († arso vivo, Anversa, 10 marzo 1568)
542. Jacob Dirks, anabattista, († arso vivo, Anversa, 10 marzo 1568)
543. Matteo Rondinini di Faenza, protestante († arso vivo, Roma, presso Castel Sant'Angelo, 10 maggio 1568)
544. Girolamo Bertoni di Faenza, protestante († arso vivo, Roma, 10 maggio 1568)
545. Francesco Stanga di Faenza, protestante († impiccato e arso, Roma, 10 maggio 1568)
546. Matteo dalle Tombe di Faenza, protestante († impiccato e arso, Roma, 10 maggio 1568)
547. Lorenzo da Mugnano di Barbera della Marca, protestante († impiccato e arso, Roma, 10 maggio 1568)
548. Giambattista di Ripatransone, protestante († impiccato e arso, Roma, 6 ottobre 1568)
549. Bastiano de Paris di Ferrara, luterano († impiccato e arso, Bologna, 9 ottobre 1568)[12]
550. Silvio Lanzoni di Mantova, luterano († arso vivo, Bologna, 9 ottobre 1568)[10][12][7]
551. Antonino Nicolino di Guardia Piemontese, valdese († arso vivo, autodafé, Messina, 28 novembre 1568)
552. Pietro Gelosi di Spoleto, luterano († impiccato e arso, Roma, presso Castel Sant'Angelo, 6 dicembre 1568)
553. Marcantonio Verotti di Venezia, calvinista († impiccato e arso, Roma, 6 dicembre 1568)
554. Francesco Castellani di Venezia, luterano († impiccato e arso, Roma, 6 dicembre 1568)
555. Pieter Pieters di Asperen, Olanda, anabattista († arso vivo, Amsterdam, 26 febbraio 1569)
556. Adriaen Willemsz, anabattista, († decapitato, Vianen, Olanda, 22 marzo 1569)
557. Luca Bertoni di Faenza, luterano († impiccato e arso, Roma, presso Castel Sant'Angelo, 28 febbraio 1569)
558. Willem Jansz di Durgedam, anabattista († arso vivo, Amsterdam, 12 marzo 1569)
559. Quirijn Jansz di Utrecht, anabattista († arso vivo, Amsterdam, 12 marzo 1569)
560. Cornelis Jansz di Haarlem, anabattista († arso vivo, Amsterdam, 12 marzo 1569)
561. Jan van Ackeren di Ypres, anabattista († arso vivo, Anversa, Grote Markt (Piazza del Mercato Grande), 2 aprile 1569)
562. Jan de Timmerman di Courtrai, anabattista († arso vivo, Grote Markt, 2 aprile 1569)
563. Baltasar de Rosieres di Tournai, anabattista († arso vivo, Grote Markt, 2 aprile 1569)
564. Filippo Borghese di Siena, luterano († decapitato e arso, Roma, presso Castel Sant'Angelo, 2 maggio 1569)
565. Giovanni Maria de Blasii, luterano († impiccato e arso, presso castel Sant'Angelo, 2 maggio 1569)
566. Aelken Jans, anabattista, († arsa viva, Middelburg, 2 maggio 1569)
567. Dirk Willems, anabattista († arso vivo, Olanda, 16 maggio 1569)
568. Camillo Ragnolo di Faenza, dottore in legge, luterano († impiccato e arso, Roma, presso Castel Sant'Angelo, 25 maggio 1569)
569. Bartolomeo Bartocci di Città di Castello, commerciante, calvinista († arso vivo, presso Castel Sant'Angelo, 25 maggio 1569)
570. Alberto Boccadoro, francese, († arso vivo, presso Castel Sant'Angelo, 25 maggio 1569)
571. Francesco Cellario di Lacchiarella, alias Iacomo della Chiarella, pastore protestante († arso vivo, presso Castel Sant'Angelo, 25 maggio 1569)
572. Jasper de Taschringmaker (o Jaspar Hermansz), anabattista, († arso vivo, Anversa, 22 giugno 1569)
573. Pietro Arnaldo di Angers, francese, abitante a Palermo merciaio, luterano, dommatizzante († arso vivo al Piano Ucciardone, autodafé, Palermo, Piazza Nova del Cassaro, 26 giugno 1569)
574. Pietro Angelo Musco di Rixoles in Calabria, residente a Messina, argentiere, luterano († impiccato e arso al Piano Ucciardone, 26 giugno 1569)
575. Camilla Caccianemici, moglie di Camillo Ragnolo, protestante († impiccata e arsa, Faenza, in fronte alla chiesa di sant'Andrea in Panigale, 23 agosto 1569)
576. Pagolo Veloccio, di Spalano protestante († impiccato e arso, Roma, 24 agosto 1569)
577. Giovan Battista Sambeni, anabattista († annegato in laguna, Venezia, 26 settembre 1569)
578. Maeyken Janssens van der Goes, anabattista, moglie di Jasper de Taschringmaker († arsa viva, Anversa, 22 novembre 1569)
579. Abraham Picolet, anabattista († arso vivo, Anversa, 22 novembre 1569)
580. Hendrik van Etten, anabattista († arso vivo, Anversa, 22 novembre 1569)
581. Pietro Arrigoni, "eretico perfidissimo", († arso, Bologna, 29 novembre 1569 o, secondo alte fonti[13], 4 febbraio 1570)[7]
582. Sante N.?, zingaro, "eretico perfidissimo", († arso, Bologna, 29 novembre 1569 o, secondo alte fonti[13], 4 febbraio 1570)[7]
583. Arnaldo di Santo Zeno, frate († 1570)
584. Gian Matteo di Giulianello da Paola, protestante († impiccato e arso, Roma, 25 febbraio 1570)
585. Niccolò Franco, scrittore, libellista antipapale, eretico († impiccato, Roma, presso Castel Sant'Angelo, 11 marzo 1570)
586. Giovanni di Pietro Mançon, francese, protestante († impiccato e arso, Roma, 13 maggio 1570)
587. Giacomo N.? da Como, luterano, ma forse sodomita († arso, Bologna, 27 maggio 1570)[7]
588. Antonio della Pagliara, latinizzato Aonio Paleario, umanista, protestante († impiccato e arso, Roma, presso Castel Sant'Angelo, 3 luglio 1570)
589. Altinio Paltoni, protestante († impiccato e arso, Roma, 8 luglio 1570)
590. Sigismondo Arquer, eretico, († arso vivo, Toledo, 4 giugno 1571)
591. Gerrit Cornelisz, anabattista († arso vivo, Amsterdam, 26 giugno 1571)
592. Adriaen Jacobs, anabattista di Dordrecht, († decapitato, Klundert, ottobre 1571)
593. Giovanni Antonio di Jesi, protestante († impiccato e arso, Roma, 6 ottobre 1571)
594. Girolamo di Pesaro, protestante († impiccato e arso, Roma, 6 ottobre 1571)
595. Pietro Paolo di Moranzano protestante († impiccato e arso, Roma, 6 ottobre 1571)
596. Anneken Jans, anabattista († arsa viva, Middelburg, Zelanda 3 dicembre 1571)
597. Alessandro Jechil, di Bassano, anabattista († arso vivo, Venezia, 22 dicembre 1571)
598. Geronima Guanziana di Valencia, eresia, stregoneria († impiccata e arsa, Roma, presso Castel Sant'Angelo, 9 febbraio 1572)
599. Dianora Guanziana di Valencia, eresia, stregoneria († impiccata e arsa, Roma, 9 febbraio 1572)
600. Isabella Vidal di Montpellier, eresia, stregoneria († impiccata e arsa, Roma, 9 febbraio 1572)
601. Dianora Vidal di Montpellier, eresia, stregoneria († impiccata e arsa, Roma, 9 febbraio 1572)
602. Domenico della Xenia di Marsala († impiccato e arso, Roma, 9 febbraio 1572)
603. Teofilo Panarelli di Monopoli, protestante († impiccato e arso, Roma, presso Castel Sant'Angelo, 22 febbraio 1572)
604. Alessandro di Giulio di Capua, protestante († impiccato e arso, Roma, presso Castel Sant'Angelo, 15 marzo 1572)
605. Giovanni di Campagnano, alias Mezzalibra, protestante († impiccato e arso, Roma, 15 marzo 1572)
606. Adriaenken Jans, anabattista, († strangolata e arsa, Dordrecht, 28 marzo 1572)
607. Jan Woutersz, anabattista, († strangolato e arso, Dordrecht, 28 marzo 1572)
608. Giacomo Cortes, di Tropea, sacerdote († strozzato e arso all'Ucciardone, autodafé, Palermo, Piano dei Bologni, 1º giugno 1572)
609. Girolamo Pellegrino di Napoli, riformista († impiccato e arso, Roma, presso Castel Sant'Angelo, 19 luglio 1572)
610. Adriaen Rogiers, anabattista, († arso vivo, Gand, 4 dicembre 1572)
611. Martin van den Straeten, anabattista, († arso vivo, Gand, 4 dicembre 1572)
612. Mattheus Bernaerts, anabattista, († arso, Gand, 4 dicembre 1572)
613. Dingentgen van Hondschoote, anabattista, († arso, Gand, 4 dicembre 1572)
614. Antenore Gherlinzano (o Ghirlingano[13] o Gerlinzani[7]), pittore, luterano († arso, Bologna, 9 dicembre 1572)[10]
615. Adriaen van Daele, anabattista, († arso, Anversa, 17 febbraio 1573)
616. Adriaen de Hoedemaker (o Adriaen van den Zwalme), anabattista, († arso, Bruges, 7 agosto 1573)
617. Demetrio Madafari, di Pontedattilo in Calabria, († strangolato e arso all'Ucciardone, autodafé Palermo, Piano dei Bologni, 17 agosto 1573)
618. Cathalijne Claes, anabattista, figlia ventiquattrenne di Lieven Claes († arsa, Gand, 3 dicembre 1573)
619. Suzanneken Claes, anabattista, sorella venticinquenne di Cathalijne († arsa, Gand, 3 dicembre 1573)
620. Alessandro di Giacomo († 1574)
621. Benedetto Thomaria († 1574)
622. Jacob Antheunis, anabattista († arso, Anversa, 22 maggio 1575)
623. Nicolaes de Stevele di Armentières, (o Claes d'Armentières), anabattista († arso, Anversa, 7 ottobre 1575)
624. Francesco Giovanni Porcaro, di Calascibetta in Calabria, residente a Messina, argentiere, luterano († arso all'Ucciardone, autodafé, Palermo, Bocceria Vecchia, 1576)
625. Michiel Willems, tessitore, anabattista († arso, Gand, 19 luglio 1576)
626. Barbele Pieters, moglie di Michiel Willems, anabattista († decapitata, Gand, 19 luglio 1576)
627. Lippijntgen Roetsaerts, anabattista († decapitata, Gand, 19 luglio 1576)
628. Jossyne Bornaige, anabattista († decapitata, Gand, 19 luglio 1576)
629. Francisco de la Cruz, domenicano (Lima, 1578)
630. Giacomo Saliceti, di Bologna, eretico († arso, Bologna, 30 aprile 1579)[7][13][14][15]
631. Pompeo di Ascanio Loiani, eretico († arso, Bologna, 13 giugno 1579)[10]
632. Aurelio di Bartolomeo Nannarini o Nannara o Tanara, studente, († impiccato e arso, Bologna, 29 agosto o 29 ottobre 1581)[16][7]
633. Antonino Cavalcante, alias Renduni, di Cosenza, argentiere, luterano († arso, autodafé, Palermo, Piano Bologni, 10 agosto 1582)
634. Borro d'Arezzo, luterano, († arso, 7 febbraio 1583)
635. Diego López, luterano, († arso, 18 febbraio 1583)
636. Domenico Danzarelli, luterano, († arso, 18 febbraio 1583)
637. Prospero d'Imperatore d'Africa, di Barberia, luterano († strangolato e arso, Campo dei Fiori, Roma, 18 febbraio 1583)
638. Gabriel Enriquez, portoghese, luterano († arso, Campo dei Fiori, 18 febbraio 1583)
639. Alessandro Ghedini (o Gandini), eretico, († impiccato e arso, Bologna, 2 aprile 1583)[17][16]
640. Ludovico Moro, luterano, († arso, 10 luglio 1583)
641. Camillo Lomaccio, frate, luterano († strangolato, carcere Tor Nona, Roma 23 luglio 1583)
642. Giulio Carino, frate, luterano († strangolato, carcere Tor Nona, 23 luglio 1583)
643. Leonardo di Andrea, luterano († strangolato, carcere Tor Nona, 23 luglio 1583)
644. Pietro Benato, luterano († arso, 26 aprile 1585)
645. Giacomo Paleologo, umanista, domenicano, antitrinitario († decapitato nel carcere Tor Nona e poi arso in Campo dei Fiori, Roma, 22 marzo 1585)
646. Hans Aichner, hutterita, († decapitato e bruciato, Berkhausen, 13 agosto 1585)
647. Wolf Raufer, hutterita, († decapitato e bruciato, Berkhausen, 13 agosto 1585)
648. Jörg Bruckmaier, hutterita, († decapitato e bruciato, Berkhausen, 13 agosto 1585)
649. Giovanni Simone Francano o Franzano, lombardo († arso, autodafé Palermo, 1º maggio 1586)
650. Girolamo Donzellini, medico, luterano († affogato, Venezia, fine marzo 1587)
651. Claudio Textor, di Pont-de-Vaux, calvinista († affogato, Venezia, 18 aprile 1587)
652. Annibale Capello, sacerdote, polemista antipapale, eretico († mutilato e impiccato, Roma, 14 novembre 1587)
653. Ercole (o Ettore) N. da Tollè, dava rifugio ad un eretico († impiccato, Bologna, 28 novembre 1587)[10][17][16]
654. Francesco Casalini, luterano, sodomita e ladro († impiccato e arso, Bologna, 30 gennaio 1588)[17]
655. Fr.? Cattolini da Colmegna, luterano e sodomita († impiccato e arso, Bologna, 29 febbraio 1588)[18]
656. Vincenzo Murini (o Marini), luterano e sodomita († impiccato e arso, Bologna, 8 novembre[17] o 8 ottobre 1588[18])
657. Michiel Buyse, anabattista († strangolato ed esposto, castello di Gravensteen, Gand, 13 aprile 1589)
658. Joos de Tollenaere, anabattista († strangolato ed esposto, castello di Gravensteen, 13 aprile 1589)
659. Joosyne Swyntz, anabattista († strangolata, castello di Gravensteen, 13 aprile 1589)
660. Antonio N.?, luterano († impiccato e arso, Bologna, 15 aprile 1589)[18]
661. Vincenzo di Petronio Sega, luterano († impiccato e arso, Bologna, 15 aprile 1589)[18]
662. Giacomo Bruto, piemontese († arso, autodafé Palermo, 28 ottobre 1591)
663. Ercole Manfredini, "per sacrilegi errori che per rispetto si tacciono" († arso, Bologna, 27 aprile 1593)[17]
664. Antonio Garetti, "per sacrilegi errori che per rispetto si tacciono" († arso, Bologna, 27 aprile 1593)[17]
665. Francesco del Buso, "per sacrilegi errori che per rispetto si tacciono" († arso, Bologna, 27 aprile 1593)[17]
666. Gerardo Santi (detto Gherro), "per sacrilegi errori che per rispetto si tacciono" († arso, Bologna, 27 aprile 1593)[17]
667. Francesca Nannini, "per sacrilegi errori che per rispetto si tacciono" († arsa, Bologna, 27 aprile 1593)[17]
668. Elisabetta Nannini, "per sacrilegi errori che per rispetto si tacciono" († arsa, Bologna, 27 aprile 1593)[17]
669. Orazio Bargellini, accusato di aver sfregiato un crocefisso († giustiziato, Bologna, maggio 1593)[19][20]
670. Allegro, ebreo, accusato di aver "gravi peccato da scontare" († battezzato, poi giustiziato, Bologna, maggio 1593)[19][20]
671. Aeltjen Baten, anabattista († affogata, Liegi, fine ottobre 1593)
672. Maeyken Wouters, anabattista († affogata, Liegi, fine ottobre 1593)
673. Francesco Gambonelli († 1594)
674. Marcantonio Valena († 1594)
675. Francesco Pucci († decapitato e arso, Roma, 5 luglio 1597)
676. Celestino da Verona (Giovanni Antonio Arrigoni), frate cappuccino, eretico relapso e ostinato († arso vivo, Roma, piazza Campo de' Fiori, 16 settembre 1599)
677. Giordano Bruno, domenicano, filosofo, scrittore, eretico ostinato († arso vivo, Roma, piazza Campo de' Fiori, 17 febbraio 1600)
678. Domenico Scandella detto Menocchio († Pordenone, 1600)
679. Maurizio Rinaldi († 1600)
680. Bartolomeo Coppino († 1601)
681. Jan Tyskiewicz, unitariano († arso vivo, Varsavia, 16 novembre 1611)
682. Roberto Fedeli, da Rimini, libellista antipapale, eretico († decapitato, Roma, 26 agosto 1614)
683. Margherita Cherubina alias Arabia, di Pellegret in Turchia, schiava di Francesco Lombardo di Palermo, islamizzante († arsa viva, autodafé Palermo, 11 febbraio 1617)
684. David Chenich, di Longosol nella Turingia, calvinista († arso vivo all'Ucciardone, autodafé Palermo, chiesa di S. Domenico, 4 giugno 1617)
685. Assuero Bisbiach (o Busbrach), di Serbardmit (Colonia), anabattista, viaggiatore tedesco († impiccato e arso, autodafé Bologna, 5 novembre 1618)[21][22]
686. Sebastiano Chine, anabattista, dello Juclan (Magonza), abitante a Troina, barbiere († impiccato e arso, autodafé Palermo, 9 dicembre 1618)
687. Arnaldo da Tolosa (o Arnaldo Tronceus), di Firenze, agostiniano, († impiccato e arso, Palermo, 9 dicembre 1618)
688. Giulio Cesare Vanini, ateo († taglio della lingua, strangolato e arso, Tolosa, 9 febbraio 1619)
689. Vincenzo Giampietro, di Xamixon in Piccardia, Francia, abitante a Siracusa, frate eremita di anni cinquanta († arso vivo, autodafé Palermo, Piano Bologni, 12 dicembre 1621)
690. Antonio Montenegro, sacerdote, scrittore anticlericale († decapitato, Roma, Tor di Nona, 21 giugno 1623)
691. Geremia Rosselli, di Metz, Lorena, Francia, anni 28, calvinista, apostata († arso, autodafé Palermo, 13 febbraio 1628)
692. Francesco Manzoli, marchese, scrittore anticlericale († decapitato, Roma, 30 novembre 1636)
693. Antonio de Acunha, di Arronches, Portogallo, marrano, († arso vivo, Lima, 23 gennaio 1639)
694. Antonio Corderes, marrano, († arso vivo, Lima, 23 gennaio 1639)
695. Diego López de Fonseca, di Badajoz, marrano, († arso vivo, Lima, 23 gennaio 1639)
696. Manuel Baptista Pérez, marrano, († arso vivo, Lima, 23 gennaio 1639)
697. Manuel de la Rosa, marrano, († arso vivo, Lima, 23 gennaio 1639)
698. Diego La Matina, agostiniano († arso vivo, autodafé Palermo, Piano S. Erasmo, 17 marzo 1658)
699. Vincenzo Scatolari, scrittore anticlericale, eretico († impiccato, Roma, 2 agosto 1685)
700. Beatriz Kimpa Vita, profetessa congolese, fondatrice del movimento cristiano degli "Antoniani", († arsa a Evululu, Congo, 1706)
701. Filippo Rivarola, abate, libellista antipapale, eretico († decapitato, Roma, 4 agosto 1708)
702. Gaetano Volpini, abate, scrittore, eretico († decapitato, Roma, 3 febbraio 1720)
703. Maria Barbara Carillo, di Jaen, Andalusia, giudaizzante, di anni 95 († arsa viva, Madrid, 18 maggio 1721)
704. Geltruda Maria Cordovana, benedettina, strega († arsa viva, autodafé, Piano della Marina, Palermo, 6 aprile 1724)
705. Romualdo di Sant'Agostino (Ignazio Barberi), agostiniano, quietista († arso vivo, Piano della Marina, 6 aprile 1724)
706. Antonino Canzoneri, giurista, eretico, († arso vivo, Piano di Sant'Erasmo, Palermo, 22 marzo 1732)
707. Enrico Trivelli, scrittore, eretico († decapitato, Roma, 23 febbraio 1737)
708. Cayetano Ripoll, maestro di scuola, deista († impiccato, Valencia, 31 luglio 1826)

## Condannati dalla chiesa anglicana

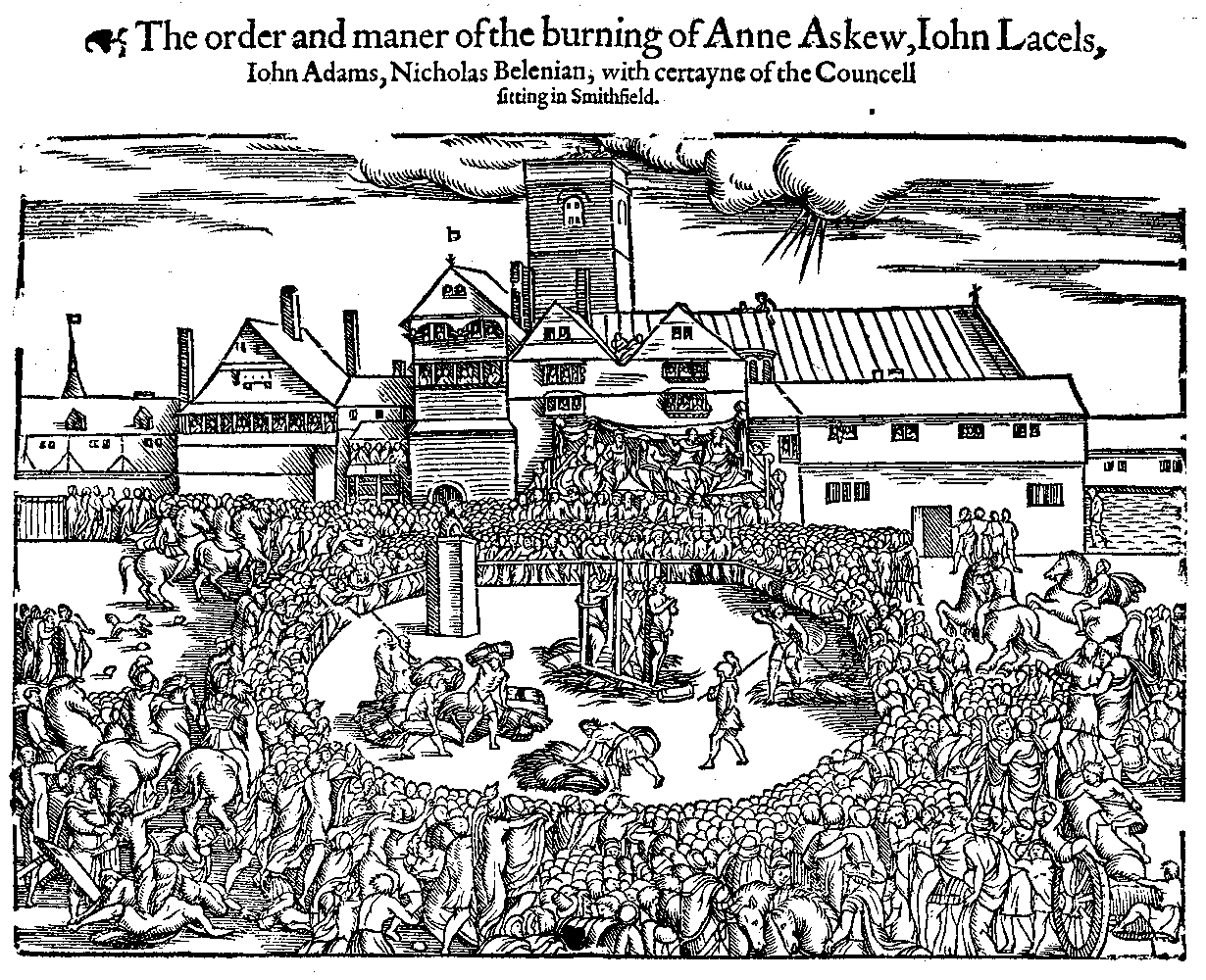
Il rogo di Anne Askew, incisione nel Libro dei martiri di John Foxe

1. William Horne, monaco certosino; a partire dal 4 maggio 1535 i monaci della Certosa di Londra furono a più riprese arrestati, torturati e processati, singolarmente oppure a gruppetti e di essi 19 furono condannati a morte. († impiccato, Londra, 4 novembre 1540)[23]
2. John Houghton, sacerdote certosino († impiccato, Londra 4 maggio 1535)
3. Robert Lawrence, sacerdote certosino († impiccato, Londra 4 maggio 1535)
4. Augustine Webster, sacerdote certosino († impiccato, Londra 4 maggio 1535)
5. Richard Reynolds, sacerdote brigidino († impiccato, Londra 4 maggio 1535)
6. John Stone, sacerdote agostiniano († impiccato, Canterbury, Inghilterra, 23 dicembre 1539)
7. Anne Askew, poeta, protestante († arsa viva, Smithfield, 16 luglio 1546)
8. Joan Bocher, anabattista mennonita († arsa viva, Smithfield, 2 maggio 1550)
9. Anna Cantiana, anabattista mennonita († arsa viva, Smithfield, 2 maggio 1550)
10. George van Parris, († 1551)
11. Cutberto Mayne, sacerdote, († impiccato, Launceston, 30 novembre 1577)
12. Edmund Campion, sacerdote gesuita, († decapitato, Londra, 1º dicembre 1581)
13. Ralph Sherwin, sacerdote cattolico, (1º dicembre 1535)
14. Alexander Briant, sacerdote gesuita, (1º dicembre 1535)
15. John Paine, sacerdote (Chelmsford, 2 aprile 1582)
16. Luke Kirby, sacerdote cattolico, († impiccato Tyburn, 30 maggio 1582)
17. Richard Gwyn, laico, padre di famiglia e maestro di scuola, professò la fede cattolica e, arrestato per aver persuaso altri ad abbracciarla, dopo lunghi tormenti, invitto nella fede († impiccato sul patibolo e sventrato ancora vivo, Wrexham, Galles, 17 ottobre 1584)
18. Hendrik Terwoort, orafo fiammingo, anabattista († arso vivo, Smithfield, Londra, 22 luglio 1575)
19. Jan Pietersz Wagenmaker, carradore fiammingo, anabattista († arso vivo, Smithfield, Londra, 22 luglio 1575)
20. Matthew Hamont, († 1579)
21. Patrick O'Hely, vescovo cattolico, († decapitato, Kilmallock, 31 agosto 1579)
22. Conn O'Rourke, francescano, († decapitato, Kilmallock, 31 agosto 1579)
23. Patrick Cavanagh, laico cattolico, († impiccato, Wexford, 5 luglio 1581)
24. John Lewes, († 1583)
25. Peter Cole, († 1587)
26. Margaret Clitherow, laica, († schiacciata a morte sotto un enorme peso Tyburn, York, 25 marzo 1586)
27. Margaret Ward, laica, († impiccata, 30 agosto 1588)
28. Francis Kett, medico e sacerdote anglicano, antitrinitario († arso vivo, Castello di Norwich 14 gennaio 1589)
29. Edmund Gennings, sacerdote cattolico, († impiccato Londra, Inghilterra, 10 dicembre 1591)
30. Swithun Wells, laico cattolico, († impiccato Londra, Inghilterra, 10 dicembre 1591)
31. Eustace White, sacerdote cattolico, († impiccato Londra, Inghilterra, 10 dicembre 1591)
32. Polydore Plasden, sacerdote cattolico, († impiccato Londra, Inghilterra, 10 dicembre 1591)
33. John Boste, sacerdote cattolico, († impiccato e sviscerato ancora vivo, Durham, Inghilterra, 24 luglio 1593)
34. Robert Southwell, sacerdote gesuita, († impiccato Tyburn, Londra, Inghilterra, 21 febbraio 1595)
35. Henry Walpole, sacerdote gesuita, († impiccato e sventrato York, Inghilterra, 7 aprile 1595)
36. Philip Howard, XX conte di Arundel, laico, († stenti e torture Londra, Inghilterra 1595)
37. John Jones, sacerdote dei Frati Minori, († impiccato Saint Thomas Waterings, Inghilterra, 12 luglio 1598)
38. John Rigby, laico, († impiccato e sventrato mentre era ancora vivo. Southwark Londra, Inghilterra, 21 giugno 1600)
39. Anne Line, laica, († impiccata Londra, Inghilterra, 27 febbraio 1601)
40. Nicola Owen, religioso gesuita, († torturato , messo sul cavalletto appeso ai polsi, con dei pesi alle caviglie dopo sei ore il suo corpo si squarciò per la trazione. Londra, 22 marzo 1606)
41. Thomas Garnet, sacerdote gesuita, († impiccato, Londra, 23 giugno 1608)
42. John Roberts, sacerdote benedettino, († impiccato, Tyburn, 10 dicembre 1610)
43. John Almond, sacerdote, († impiccato, Londra, 5 dicembre 1612)
44. Connor O'Devany, vescovo cattolico, († impiccato, Dublino, 11 febbraio 1612)
45. Patrick O'Loughran, sacerdote cattolico, († impiccato, Dublino, 11 febbraio 1612)
46. Bartholomew Legate, anglicano, antitrinitario, († arso vivo, Smithfield, 18 marzo 1612). Fu l'ultima persona ad essere bruciata viva a Londra per le sue opinioni religiose.
47. Edward Wightman, anglicano, antitrinitario, († arso vivo, Lichfield 11 aprile 1612). Fu l'ultima persona a essere bruciata viva in Inghilterra.
48. Edmund Arrowsmith, sacerdote gesuita, († impiccato Lancaster, 28 agosto 1628)
49. Ambrose Edward Barlow, sacerdote benedettino, († impiccato Tyburn, 10 settembre 1641)
50. Alban Bartholomew Roe, sacerdote benedettino, († impiccato Tyburn, 21 gennaio 1642)
51. Henry Morse, sacerdote gesuita, († impiccato Tyburn, Londra, 1º febbraio 1645)
52. Terence Albert O'Brien, vescovo cattolico, († decapitato, Limerick, 31 ottobre 1651)
53. John Southworth, sacerdote cattolico, († impiccato, Tyburn, Londra, 28 giugno 1654)
54. John Plessington, sacerdote cattolico, († impiccato, Chester, 19 luglio 1679)
55. Philip Evans, sacerdote gesuita, († impiccato e squartato a Cardiff, Galles 22 luglio 1679)
56. John Lloyd, sacerdote cattolico, († impiccato e squartato a Cardiff, Galles 22 luglio 1679)
57. Giovanni Wall (Gioacchino di Sant'Anna), sacerdote dei Frati Minori, († impiccato e squartato Worcester, Inghilterra, 22 agosto 1679)
58. John Kemble, sacerdote cattolico, († impiccato Hereford, Inghilterra, 22 agosto 1679)
59. David Lewis, sacerdote gesuita, († impiccato, Usk, Galles, 27 agosto 1679)

## Condannati dalla chiesa ortodossa

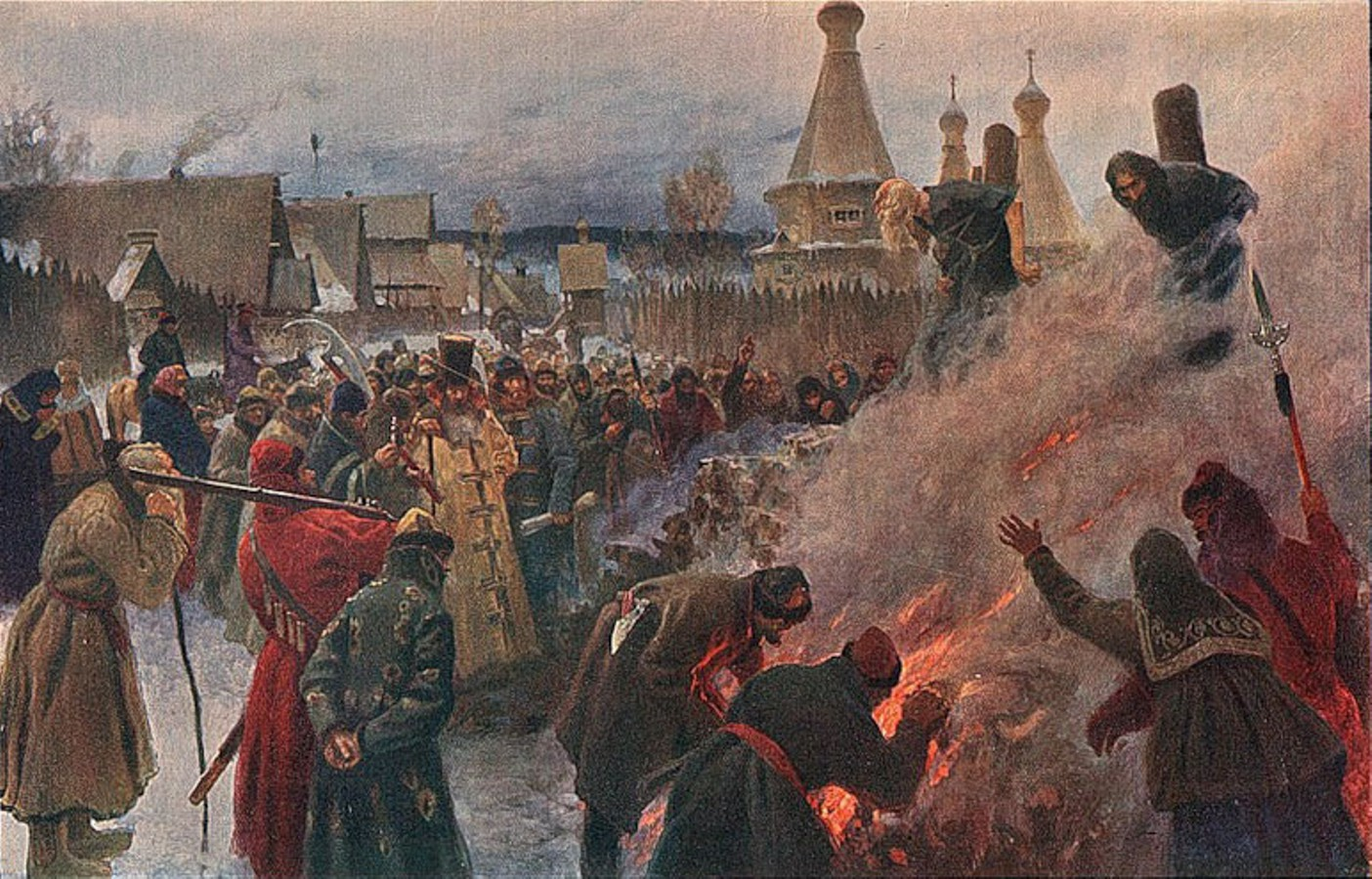
Pyotr Myasoyedov, Il rogo del protopapa Avvakum, 1897, collezione privata

1. Basilio il fisico († 1118), esponente dei bogomili.
2. Avvakum Petrovich, scrittore e riformatore ortodosso, († arso vivo, Pustozёrsk, 14 aprile 1682). Santificato dai Vecchi Credenti
3. Quirinus Kuhlmann scrittore, teologo, mistico millenarista, tedesco, († arso vivo, Mosca 4 ottobre 1689)
4. Conrad Nordermann commerciante, millenarista, tedesco, († arso vivo, Mosca 4 ottobre 1689)

## Condannati da calvinisti e zwingliani
1. Felix Manz, anabattista, († annegato, Zurigo, 5 gennaio 1527)
2. Lorenz Aeberli, anabattista, († decapitato, Berna, 3 giugno 1539)
3. Michele Serveto, antitrinitario, († arso vivo, Ginevra, 27 ottobre 1553)
4. Giovanni Valentino Gentile, antitrinitario († decapitato, Berna, 10 settembre 1566)

## Condannati dagli Jihādisti dello Stato Islamico
1. Yazidi, Yazidismo, († fucilati, Sinjar, 11 agosto 2014)[24]